# Liga Națională de baschet masculin 2018-2019
Liga Națională de baschet masculin 2018-2019 a fost cea de a 68-a ediție a primului eșalon valoric al campionatului național de baschet masculin românesc. Competiția a fost organizată de Federația Română de Baschet (FRB). Campioana en-titre, CSM CSU Oradea, a reușit să își păstreze titlul cucerit în urmă cu un an.

## Sistemul competițional
Conform deciziei Biroului Federal al FRB din 23 mai 2018, Liga Națională de baschet masculin sezonul 2018-2019 va avea următoarea desfășurare:
- 3 grupe de câte 8 echipe - în grupa A vor fi vor fi primele 8 echipe din sezonul anterior, în grupa B vor fi echipele clasate pe locurile 9-11 din sezonul anterior și locurile 1-5 din Liga 1 din sezonul anterior și în grupa C restul echipelor din Liga 1. 
  - Faza 1 - Fiecare echipă din fiecare grupă va juca cu fiecare echipă din grupa sa, meciuri tur-retur
  - Faza a 2-a: la finalul celor 14 etape, în urma clasamentului, se formează 4 grupe de câte 6 echipe, astfel: grupa „roșie“ - locurile 1-6 din grupa A; grupa „galbenă“ - locurile 7-8 din grupa A + locurile 1-3 din grupa B + locul 1 din grupa C; grupa „albastră“ - locurile 4-8 din grupa B + locul 2 din grupa C; grupa „verde“ - locurile 3-8 din grupa C; se vor juca meciuri tur-retur, fiecare cu fiecare.
- La finalul fazei a doua (10 etape), în urma clasamentului, echipele din grupa „roșie“ + primele două echipe din grupa „galbenă“ vor forma o nouă grupă de 8 echipe, care vor juca în sistem play-off, unde se vor juca trei tururi sferturi de finală (sistemul cel mai bun din 5 meciuri), semifinale (sistemul cel mai bun din 5 meciuri) și finala (sistemul cel mai bun din 5 meciuri). Celelalte echipe vor forma alte grupe de câte 8 echipe și vor juca meciuri pentru stabilirea clasamentului final (sistemul cel mai bun din 3 meciuri).

### Tragerea la sorți
Tragerea la sorți și stabilirea echipelor în cele 3 grupe trebuia să aibă loc la 25 iulie, la sediul FRB,  dar a fost amânată la 24 iulie stabilindu-se ca acestea să aibă loc la 14 august, după ce și celelalte echipe se vor înscrie. 

## Echipe participante
Până la 25 iulie 9 echipe au reușit să se înscrie pentru ediția 2018-2019, iar la 14 august au fost anunțate echipele care vor participa la sezonul 2018-2019 și repartizarea lor pe grupe.
- Grupa A: CSM CSU Oradea, U-BT Cluj-Napoca, BC CSU Sibiu, Steaua CSM Eximbank București, SCMU Craiova, BCMU FC Arges Pitești, BC SCM Timișoara, Dinamo Știința București
- Grupa B: CSO Voluntari, CS Cuza Sport Brăila, ABC Athletic Constanța, CS Municipal Mediaș
- Grupa C: CSM VSK Csikszereda Miercurea Ciuc, Rapid București, ACS Târgu Jiu, CN Aurel Vlaicu București, Phoenix Galati, Universitatea Cluj-Napoca, Agronomia București, CSM Sighetu Marmației, CSM 2007 Focșani, CSM Târgu Mureș.

## Clasamente grupe - sezon regulat

### Clasament Grupa A
| Poz. | Echipa                        | J  | V  | Î  | P  | PM   | PP   | DC   | MPM  | MPP  | Calificare în |
| ---- | ----------------------------- | -- | -- | -- | -- | ---- | ---- | ---- | ---- | ---- | ------------- |
| 1    | BC CSU Sibiu                  | 14 | 11 | 3  | 25 | 1237 | 1093 | +144 | 88,4 | 78,1 | Grupa Roșie   |
| 2    | U-BT Cluj-Napoca              | 14 | 11 | 3  | 25 | 1172 | 1100 | +72  | 83,7 | 78,6 | Grupa Roșie   |
| 3    | SCMU Craiova                  | 14 | 10 | 4  | 24 | 1133 | 1118 | +15  | 80,9 | 79,9 | Grupa Roșie   |
| 4    | CSM CSU Oradea                | 14 | 9  | 5  | 23 | 1169 | 1099 | +70  | 83,5 | 78,5 | Grupa Roșie   |
| 5    | SCM Timișoara                 | 14 | 5  | 9  | 19 | 1141 | 1178 | -37  | 81,5 | 84,1 | Grupa Roșie   |
| 6    | BCMU FC Arges Pitești         | 14 | 6  | 8  | 20 | 1184 | 1206 | -22  | 84,6 | 86,1 | Grupa Roșie   |
| 7    | Steaua CSM Eximbank București | 14 | 4  | 10 | 18 | 1001 | 1083 | -82  | 71,5 | 77,4 | Grupa Galbenă |
| 8    | Dinamo Știința București      | 14 | 0  | 14 | 14 | 1093 | 1253 | -160 | 78,1 | 89,5 | Grupa Galbenă |

Legendă:
J = meciuri jucate;
V = victorii;
Î = înfrângeri;
P = puncte;
PM = puncte marcate;
PP = puncte primite;
DC = diferență coșaveraj;
MPM = media punctelor marcate/meci;
MPP = media punctelor primite/meci

### Clasament Grupa B
| Poz. | Echipa                 | J  | V  | Î  | P  | PM   | PP   | DC   | MPM  | MPP   | Calificare în  |
| ---- | ---------------------- | -- | -- | -- | -- | ---- | ---- | ---- | ---- | ----- | -------------- |
| 1    | CSO Voluntari          | 12 | 10 | 2  | 22 | 1124 | 747  | +377 | 93,7 | 62,3  | Grupa Galbenă  |
| 2    | CS Municipal Mediaș    | 12 | 8  | 4  | 20 | 1141 | 852  | +289 | 95,1 | 71,0  | Grupa Galbenă  |
| 3    | ABC Athletic Constanța | 12 | 6  | 6  | 18 | 931  | 750  | +181 | 82,8 | 68,2  | Grupa Galbenă  |
| 4    | CS Cuza Sport Brăila   | 12 | 0  | 12 | 12 | 449  | 1296 | -847 | 40,8 | 116,0 | Grupa Albastră |

Legendă:
J = meciuri jucate;
V = victorii;
Î = înfrângeri;
P = puncte;
PM = puncte marcate;
PP = puncte primite;
DC = diferență coșaveraj;
MPM = media punctelor marcate/meci;
MPP = media punctelor primite/meci

### Clasament Grupa C
| Poz. | Echipa                             | J  | V  | Î  | P  | PM   | PP   | DC   | MPM   | MPP  | Calificare în  |
| ---- | ---------------------------------- | -- | -- | -- | -- | ---- | ---- | ---- | ----- | ---- | -------------- |
| 1    | Phoenix Galați                     | 18 | 17 | 1  | 35 | 1708 | 1237 | +471 | 94,9  | 68,7 | Grupa Galbenă  |
| 2    | CSM Târgu Mureș                    | 18 | 17 | 1  | 35 | 1887 | 1233 | +654 | 104,8 | 68,5 | Grupa Albastră |
| 3    | CSM Sighetu Marmației              | 18 | 13 | 5  | 31 | 1530 | 1396 | +134 | 85,0  | 77,6 | Grupa Albastră |
| 4    | CSM 2007 Focșani                   | 18 | 11 | 7  | 29 | 1398 | 1307 | +91  | 77,7  | 72,6 | Grupa Albastră |
| 5    | ACS Târgu Jiu                      | 18 | 11 | 7  | 29 | 1448 | 1413 | +35  | 80,4  | 78,5 | Grupa Albastră |
| 6    | Rapid București                    | 18 | 8  | 10 | 26 | 1243 | 1388 | -145 | 69,1  | 77,1 | Grupa Albastră |
| 7    | CSM VSK Csikszereda Miercurea Ciuc | 18 | 7  | 11 | 25 | 1375 | 1465 | -90  | 76,4  | 81,4 | Grupa Verde    |
| 8    | Agronomia București                | 18 | 4  | 14 | 22 | 1182 | 1420 | -238 | 65,7  | 78,9 | Grupa Verde    |
| 9    | Universitatea Cluj-Napoca          | 18 | 1  | 17 | 19 | 1143 | 1605 | -462 | 63,5  | 89,2 | Grupa Verde    |
| 10   | CN Aurel Vlaicu București          | 18 | 1  | 17 | 19 | 1025 | 1475 | -450 | 56,9  | 81,9 | Grupa Verde    |

Legendă:
J = meciuri jucate;
V = victorii;
Î = înfrângeri;
P = puncte;
PM = puncte marcate;
PP = puncte primite;
DC = diferență coșaveraj;
MPM = media punctelor marcate/meci;
MPP = media punctelor primite/meci

## Rezultate sezonul regulat - Faza I

### Rezultate sezonul regulat - Grupa A

#### Etapa I
| 5 octombrie 2018 19:00 |

| Boxscore |

| Dinamo Știința București                       | 92–96 | BC CSU Sibiu                               |
| Scorul pe sferturi: 22-21, 18-24, 23-25, 29-26 |       |                                            |
| Pt: Vrkić 29 Rec: Baker 9 Pase: Deloach 8      |       | Pt: Falker 22 Rec: Falker 7 Pase: Hardy 11 |

| 6 octombrie 2018 19:00 |

| Boxscore |

| U-BT Cluj-Napoca                                                 | 80–76 | BCMU FC Arges Pitești                                         |
| Scorul pe sferturi: 24-13, 16-24, 19-25, 21-14                   |       |                                                               |
| Pt: Dykes 30 Rec: Dykes, Moldoveanu 5 Pase: Easley Jr, Marinov 6 |       | Pt: Jeremić 18 Rec: Šturanović 9 Pase: Siriščević, Gheorghe 3 |

| 12 decembrie 2018 18:00 |

| Boxscore |

| SCMU Craiova                                   | 75–66 | Steaua CSM Eximbank București                  |
| Scorul pe sferturi: 21-18, 20-17, 12-16, 22-15 |       |                                                |
| Pt: Gajović 20 Rec: Gajović 7 Pase: Curr 5     |       | Pt: Durić 23 Rec: Malesević 8 Pase: Mandache 5 |

| 8 octombrie 2018 19:00 |

| Boxscore |

| CSM CSU Oradea                                         | 76–65 | BC SCM Timișoara                             |
| Scorul pe sferturi: 17-19, 24-14, 17-14, 18-18         |       |                                              |
| Pt: Kariniauskas 14 Rec: Lučić 11 Pase: Kariniauskas 5 |       | Pt: Brown 20 Rec: Brown 10 Pase: Diculescu 3 |

#### Etapa a II-a
| 12 octombrie 2018 18:00 |

| Boxscore |

| Dinamo Știința București                            | 89–95 | SCMU Craiova                                 |
| Scorul pe sferturi: 22-25, 26-32, 12-20, 29-18      |       |                                              |
| Pt: Deloach 24 Rec: Ioniță, Vrkić 7 Pase: Deloach 9 |       | Pt: Gajović 23 Rec: Gajović 9 Pase: Troupe 9 |

| 13 octombrie 2018 18:00 |

| Boxscore |

| Steaua CSM Eximbank București                  | 81–74 | CSM CSU Oradea                                              |
| Scorul pe sferturi: 21-27, 20-14, 22-16, 18-17 |       |                                                             |
| Pt: Đurić 18 Rec: Đurić 10 Pase: Mandache 6    |       | Pt: Ginyard, Ginyard 12 Rec: Valeika 8 Pase: Kariniauskas 5 |

| 13 decembrie 2018 19:30 |

| Boxscore |

| CS SCM Timișoara                                     | 86–90 | U-BT Cluj-Napoca                               |
| Scorul pe sferturi: 22-25, 24-27, 21-19, 19-19       |       |                                                |
| Pt: Randolph, Brown 14 Rec: Brown 7 Pase: Randolph 4 |       | Pt: Dykes 20 Rec: Easley Jr 7 Pase: Washburn 5 |

| 13 octombrie 2018 20:00 |

| Boxscore |

| BC CSU Sibiu                                   | 95–69 | BCMU FC Arges Pitești                                |
| Scorul pe sferturi: 28-16, 16-26, 26-11, 25-16 |       |                                                      |
| Pt: Hardy 25 Rec: Pratt 10 Pase: Pratt 11      |       | Pt: Siriščević 18 Rec: Bishop Jr 6 Pase: Bishop Jr 3 |

#### Etapa a III-a
| 19 octombrie 2018 18:00 |

| Boxscore |

| BCMU FC Arges Pitești                                | 96–91 | CS SCM Timișoara                                          |
| Scorul pe sferturi: 16-25, 22-21, 31-23, 27-22       |       |                                                           |
| Pt: Jeremić 26 Rec: trei jucători 6 Pase: Gheorghe 5 |       | Pt: Vukosavljević 30 Rec: Vukosavljević 11 Pase: Calotă 9 |

| 19 octombrie 2018 19:00 |

| Boxscore |

| U-BT Cluj-Napoca                               | 67–71 | Steaua CSM Eximbank București                |
| Scorul pe sferturi: 19-21, 17-17, 17-11, 14-22 |       |                                              |
| Pt: Washburn 22 Rec: Washburn 7 Pase: Rašić 5  |       | Pt: Đurić 21 Rec: Spencer 9 Pase: Mandache 6 |

| 20 octombrie 2018 19:30 |

| Boxscore |

| SCMU Craiova                                     | 74–71 | BC CSU Sibiu                                          |
| Scorul pe sferturi: 19-14, 18-13, 22-19, 15-25   |       |                                                       |
| Pt: Boone 19 Rec: Troupe 7 Pase: Troupe, Curry 4 |       | Pt: Philmore 28 Rec: Williams 9 Pase: Falker, Pratt 3 |

| 20 octombrie 2018 20:00 |

| Boxscore |

| CSM CSU Oradea                                               | 85–69 | Dinamo Știința București                         |
| Scorul pe sferturi: 26-16, 20-15, 24-20, 15-18               |       |                                                  |
| Pt: Richard 18 Rec: Richard, Lazăr 5 Pase: Richard, Watson 4 |       | Pt: Deloach 16 Rec: Kaplanović 6 Pase: Deloach 3 |

#### Etapa a IV-a
| 24 octombrie 2018 18:00 |

| Boxscore |

| BC CSU Sibiu                                   | 90–91 | CS SCM Timișoara                                 |
| Scorul pe sferturi: 22-21, 22-21, 19-17, 27-19 |       |                                                  |
| Pt: Philmore 16 Rec: Williams 9 Pase: Hardy 7  |       | Pt: Vukosavljević 24 Rec: Brown 8 Pase: Calotă 4 |

| 26 octombrie 2018 18:30 |

| Boxscore |

| Dinamo Știința București                            | 85–96 | U-BT Cluj-Napoca                               |
| Scorul pe sferturi: 15-24, 29-23, 16-22, 25-27      |       |                                                |
| Pt: Deloach 21 Rec: Ioniță, Baker 6 Pase: Deloach 5 |       | Pt: Dykes 27 Rec: Easley Jr 11 Pase: Marinov 7 |

| 27 octombrie 2018 19:30 |

| Boxscore |

| Steaua CSM Eximbank București                  | 64–75 | BCMU FC Arges Pitești                                                    |
| Scorul pe sferturi: 16-17, 13-24, 15-12, 20-22 |       |                                                                          |
| Pt: Delaš 18 Rec: Spencer 7 Pase: Mandache 4   |       | Pt: Šturanović 17 Rec: Bishop Jr, Šturanović 10 Pase: Gheorghe, Person 3 |

| 28 octombrie 2018 17:30 |

| Boxscore |

| SCMU Craiova                                   | 92–78 | CSM CSU Oradea                                         |
| Scorul pe sferturi: 21-15, 21-15, 20-16, 30-32 |       |                                                        |
| Pt: Curry 23 Rec: Boone 7 Pase: Troupe 7       |       | Pt: Richard 21 Rec: Valeika, Denison 7 Pase: Pasalic 3 |

#### Etapa a V-a
| 2 noiembrie 2018 18:00 |

| Boxscore |

| BCMU FC Arges Pitești                                       | 98–73 | Dinamo Știința București                  |
| Scorul pe sferturi: 24-22, 31-14, 23-21, 20-16              |       |                                           |
| Pt: Bishop Jr 21 Rec: Bishop Jr 10 Pase: Gheorghe, Person 6 |       | Pt: Vrkic 20 Rec: Baker 5 Pase: Deloach 5 |

| 3 noiembrie 2018 19:30 |

| Boxscore |

| CS SCM Timișoara                                                      | 78–62 | Steaua CSM Eximbank București                   |
| Scorul pe sferturi: 19-13, 23-14, 22-15, 14-20                        |       |                                                 |
| Pt: Vukosavljević 15 Rec: Vukosavljević 9 Pase: Komatina 15, Calotă 4 |       | Pt: Vlahović 16 Rec: Đurić 8 Pase: Negoițescu 3 |

| 3 noiembrie 2018 20:45 |

| Boxscore |

| CSM CSU Oradea                                      | 78–68 | BC CSU Sibiu                                    |
| Scorul pe sferturi: 24-20, 16-17, 20-14, 18-17      |       |                                                 |
| Pt: Richard 20 Rec: Valeika 9 Pase: trei jucători 3 |       | Pt: Hardy 17 Rec: Hardy, Pratt 9 Pase: Falker 3 |

| 5 noiembrie 2018 18:30 |

| Boxscore |

| U-BT Cluj-Napoca                                   | 95–68 | SCMU Craiova                                |
| Scorul pe sferturi: 28-17, 21-13, 28-16, 18-22     |       |                                             |
| Pt: Dykes 24 Rec: Washburn 8 Pase: trei jucători 4 |       | Pt: Boone 15 Rec: Radukic 7 Pase: Gajovic 4 |

#### Etapa a VI-a
| 9 noiembrie 2018 17:15 |

| Boxscore |

| BC CSU Sibiu                                   | 81–66 | Steaua CSM Eximbank București                    |
| Scorul pe sferturi: 21-14, 21-22, 18-17, 21-13 |       |                                                  |
| Pt: Tamulis 22 Rec: Pratt 10 Pase: Pratt 3     |       | Pt: Delas 20 Rec: Spencer 5 Pase: Đurić, Delas 3 |

| 10 noiembrie 2018 18:00 |

| Boxscore |

| CS SCM Timișoara                                   | 83–70 | Dinamo Știința București                            |
| Scorul pe sferturi: 29-24, 13-20, 20-12, 21-14     |       |                                                     |
| Pt: Vukosavljević 23 Rec: Baciu 9 Pase: Randolph 4 |       | Pt: Baker, Vrkić 21 Rec: Deloach 9 Pase: Deloach 12 |

| 11 noiembrie 2018 18:00 |

| Boxscore |

| SCMU Craiova                                   | 99–89 | BCMU FC Arges Pitești                                                  |
| Scorul pe sferturi: 24-21, 27-26, 28-25, 20-17 |       |                                                                        |
| Pt: Gajović 26 Rec: Gajović 7 Pase: Curry 6    |       | Pt: Siriscević, Korniienko 22 Rec: Korniienko 9 Pase: patru jucători 4 |

| 11 noiembrie 2018 20:15 |

| Boxscore |

| CSM CSU Oradea                                              | 69–72 | U-BT Cluj-Napoca                             |
| Scorul pe sferturi: 14-16, 17-22, 18-13, 20-21              |       |                                              |
| Pt: Watson 17 Rec: Richard, Denison 6 Pase: trei jucători 3 |       | Pt: Dykes 19 Rec: Washburn 8 Pase: Marinov 7 |

#### Etapa a VII-a
| 16 noiembrie 2018 18:00 |

| Boxscore |

| BC CSU Sibiu                                   | 81–66 | U-BT Cluj-Napoca                               |
| Scorul pe sferturi: 21-14, 21-22, 18-17, 21-13 |       |                                                |
| Pt: Pratt 20 Rec: Pratt 9 Pase: Hardy 4        |       | Pt: Dykes 22 Rec: Washburn 10 Pase: Washburn 4 |

| 17 noiembrie 2018 17:00 |

| Boxscore |

| BCMU FC Arges Pitești                                         | 81–101 | CSM CSU Oradea                                      |
| Scorul pe sferturi: 18-22, 27-25, 23-43, 13-11                |        |                                                     |
| Pt: Bishop Jr, Korniienko 14 Rec: Sturanovic 9 Pase: Person 4 |        | Pt: Richard 21 Rec: Zekovic 7 Pase: trei jucători 4 |

| 17 noiembrie 2018 20:45 |

| Boxscore |

| Steaua CSM Eximbank București                              | 81–66 | Dinamo Știința București                  |
| Scorul pe sferturi: 22-14, 19-19, 18-9, 22-24              |       |                                           |
| Pt: Mandache 22 Rec: Spencer 13 Pase: Mandache, Vlahovic 5 |       | Pt: Vrkic 16 Rec: Vrkic 8 Pase: Deloach 5 |

| 19 noiembrie 2018 18:00 |

| Boxscore |

| CS SCM Timișoara                                          | 73–74 | SCMU Craiova                                |
| Scorul pe sferturi: 14-13, 21-22, 15-16, 23-23            |       |                                             |
| Pt: Vukosavljević 26 Rec: Vukosavljević 11 Pase: Calotă 6 |       | Pt: Curry 21 Rec: Gajović 8 Pase: Gajović 5 |

#### Etapa a VIII-a
| 3 decembrie 2018 18:00 |

| Boxscore |

| CS SCM Timișoara                                       | 76–99 | CSM CSU Oradea                                |
| Scorul pe sferturi: 18-31, 21-24, 17-20, 20-24         |       |                                               |
| Pt: Randolph 13 Rec: Vukosavljević 7 Pase: Pesaković 5 |       | Pt: Richard 20 Rec: Richard 8 Pase: Pasalić 8 |

| 17 noiembrie 2018 17:00 |

| Boxscore |

| Steaua CSM Eximbank București                   | 65–72 | SCMU Craiova                                             |
| Scorul pe sferturi: 14-24, 17-24, 15-12, 19-12  |       |                                                          |
| Pt: Spencer 16 Rec: Spencer 10 Pase: Mandache 6 |       | Pt: Radukić, Curry 17 Rec: Radukić 14 Pase: Mijajlović 6 |

| 4 decembrie 2018 18:00 |

| Boxscore |

| BC CSU Sibiu                                   | 101–75 | Dinamo Știința București                     |
| Scorul pe sferturi: 30-24, 27-17, 22-16, 22-18 |        |                                              |
| Pt: Tamulis 25 Rec: Pratt 10 Pase: Pratt 8     |        | Pt: Deloach 21 Rec: Baker 12 Pase: Deloach 5 |

| 5 decembrie 2018 18:00 |

| Boxscore |

| BCMU FC Arges Pitești                                   | 80–83 | U-BT Cluj-Napoca                                   |
| Scorul pe sferturi: 20-22, 18-18, 25-22, 17-21          |       |                                                    |
| Pt: Jeremić 21 Rec: Korniienko 12 Pase: trei jucători 3 |       | Pt: Rasić 23 Rec: Washburn 6 Pase: trei jucători 3 |

#### Etapa a IX-a
| 8 decembrie 2018 19:00 |

| Boxscore |

| SCMU Craiova                                  | 76–69 | Dinamo Știința București                 |
| Scorul pe sferturi: 20-6, 19-14, 22-22, 15-17 |       |                                          |
| Pt: Curry 20 Rec: Boone 9 Pase: Mijajlović 6  |       | Pt: Deloach 20 Rec: Baker 6 Pase: Kemp 7 |

| 9 decembrie 2018 17:15 |

| Boxscore |

| CSM CSU Oradea                                 | 92–83 | Steaua CSM Eximbank București                      |
| Scorul pe sferturi: 27-20, 26-18, 18-24, 21-21 |       |                                                    |
| Pt: Pasalić 22 Rec: Denison 6 Pase: Watson 8   |       | Pt: trei jucători 16 Rec: Durić 7 Pase: Mandache 5 |

| 10 decembrie 2018 18:00 |

| Boxscore |

| U-BT Cluj-Napoca                               | 91–88 | CS SCM Timișoara                                         |
| Scorul pe sferturi: 18-27, 28-19, 21-32, 24-10 |       |                                                          |
| Pt: Dykes 23 Rec: Kuti 10 Pase: Dykes 7        |       | Pt: Vukosavljević 21 Rec: Vukosavljević 9 Pase: Calotă 4 |

| 10 decembrie 2018 19:45 |

| Boxscore |

| BCMU FC Arges Pitești                             | 82–92 | BC CSU Sibiu                                |
| Scorul pe sferturi: 20-22, 18-18, 25-22, 17-21    |       |                                             |
| Pt: Jeremić 25 Rec: Siriscević 10 Pase: Jeremić 4 |       | Pt: Tamulis 21 Rec: Falker 11 Pase: Pratt 7 |

#### Etapa a X-a
| 14 decembrie 2018 17:00 |

| Boxscore |

| Dinamo Știința București                       | 77–91 | CSM CSU Oradea                                |
| Scorul pe sferturi: 19-28, 19-20, 20-25, 19-18 |       |                                               |
| Pt: Deloach 20 Rec: Vrkić 5 Pase: Deloach 7    |       | Pt: Denison 16 Rec: Ginyard 8 Pase: Pasalić 6 |

| 15 decembrie 2018 18:00 |

| Boxscore |

| BC CSU Sibiu                                       | 107–82 | SCMU Craiova                                      |
| Scorul pe sferturi: 29-14, 18-27, 32-22, 28-19     |        |                                                   |
| Pt: Tamulis 28 Rec: Pratt, Falker 9 Pase: Pratt 11 |        | Pt: Curry 21 Rec: Gajović 5 Pase: trei jucători 3 |

| 15 decembrie 2018 16:15 |

| Boxscore |

| Steaua CSM Eximbank București                               | 73–81 | U-BT Cluj-Napoca                                       |
| Scorul pe sferturi: 16-21, 18-13, 18-23, 21-24              |       |                                                        |
| Pt: Mandache 15 Rec: Malesević 7 Pase: Vlahović, Mandache 3 |       | Pt: Dykes 21 Rec: Calnicenco 10 Pase: Marinov, Dykes 4 |

| 17 decembrie 2018 17:00 |

| Boxscore |

| CS SCM Timișoara                                       | 99–83 | BCMU FC Arges Pitești                                                 |
| Scorul pe sferturi: 30-24, 23-16, 19-24, 27-19         |       |                                                                       |
| Pt: Randolph 24 Rec: Vukosavljević 6 Pase: Pesaković 6 |       | Pt: Korniienko 17 Rec: Siriscević, Sturanović 5 Pase: trei jucători 3 |

#### Etapa a XI-a
| 21 decembrie 2018 17:15 |

| Boxscore |

| BCMU FC Arges Pitești                          | 92–71 | Steaua CSM Eximbank București            |
| Scorul pe sferturi: 27-19, 16-18, 29-14, 20-20 |       |                                          |
| Pt: Carson 20 Rec: Buljan 10 Pase: Buljan 5    |       | Pt: Delas 18 Rec: Durić 14 Pase: Delas 4 |

| 21 decembrie 2018 19:00 |

| Boxscore |

| CSM CSU Oradea                                       | 85–69 | SCMU Craiova                              |
| Scorul pe sferturi: 24-17, 18-18, 19-15, 24-19       |       |                                           |
| Pt: Watson 19 Rec: Ginyard 6 Pase: Watson, Pasalić 5 |       | Pt: Gajović 18 Rec: Boone 9 Pase: Curry 5 |

| 22 decembrie 2018 15:30 |

| Boxscore |

| CS SCM Timișoara                                    | 87–99 | BC CSU Sibiu                              |
| Scorul pe sferturi: 23-25, 21-25, 24-25, 19-24      |       |                                           |
| Pt: Vukosavljević 18 Rec: Brown 8 Pase: Diculescu 6 |       | Pt: Pratt 26 Rec: Falker 13 Pase: Hardy 7 |

| 22 decembrie 2018 18:00 |

| Boxscore |

| U-BT Cluj-Napoca                               | 96–89 | Dinamo Știința București                 |
| Scorul pe sferturi: 28-24, 27-17, 23-19, 18-29 |       |                                          |
| Pt: Dykes 26 Rec: Washburn 7 Pase: Marinov 7   |       | Pt: Deloach 24 Rec: Kemp 6 Pase: Kemp 10 |

#### Etapa a XII-a
| 28 decembrie 2018 17:45 |

| Boxscore |

| Dinamo Știința București                       | 84–91 | BCMU FC Arges Pitești                               |
| Scorul pe sferturi: 15-21, 15-21, 17-22, 37-24 |       |                                                     |
| Pt: Deloach 28 Rec: Barro 7 Pase: Kemp 6       |       | Pt: Korniienko 26 Rec: Korniienko 12 Pase: Carson 7 |

| 29 decembrie 2018 18:00 |

| Boxscore |

| SCMU Craiova                                      | 72–70 | U-BT Cluj-Napoca                                       |
| Scorul pe sferturi: 10-15, 17-19, 27-14, 18-22    |       |                                                        |
| Pt: trei jucători 14 Rec: Gajović 8 Pase: Curry 5 |       | Pt: Marinov 17 Rec: Easley Jr, Washburn 8 Pase: Kuti 4 |

| 29 decembrie 2018 18:00 |

| Boxscore |

| BC CSU Sibiu                                   | 97–81 | CSM CSU Oradea                                      |
| Scorul pe sferturi: 25-16, 17-22, 28-19, 27-24 |       |                                                     |
| Pt: Philmore 31 Rec: Pratt 8 Pase: Falker 8    |       | Pt: Zeković 30 Rec: patru jucători 4 Pase: Watson 6 |

| 29 decembrie 2018 19:45 |

| Boxscore |

| Steaua CSM Eximbank București                  | 70–85 | CS SCM Timișoara                                          |
| Scorul pe sferturi: 28-24, 27-17, 23-19, 18-29 |       |                                                           |
| Pt: Delas 20 Rec: Spencer 10 Pase: Mandache 6  |       | Pt: Vukosavljević 32 Rec: Vukosavljević 19 Pase: Calotă 5 |

#### Etapa a XIII-a
| 5 ianuarie 2019 18:00 |

| Boxscore |

| Steaua CSM Eximbank București                  | 71–75 | BC CSU Sibiu                                |
| Scorul pe sferturi: 19-18, 10-18, 25-17, 17-22 |       |                                             |
| Pt: Delas 17 Rec: Durić 9 Pase: Delas 6        |       | Pt: Hardy 14 Rec: Williams 11 Pase: Hardy 5 |

| 6 ianuarie 2019 19:45 |

| Boxscore |

| BCMU FC Arges Pitești                              | 96–92 | SCMU Craiova                                   |
| Scorul pe sferturi: 18-17, 13-19, 39-34, 26-22     |       |                                                |
| Pt: Jeremić 20 Rec: Sturanović 11 Pase: Gheorghe 4 |       | Pt: Curry 24 Rec: Gajović 9 Pase: Mijajlović 8 |

| 6 ianuarie 2019 18:00 |

| Boxscore |

| U-BT Cluj-Napoca                                 | 93–76 | CSM CSU Oradea                                |
| Scorul pe sferturi: 26-19, 21-17, 24-19, 22-23   |       |                                               |
| Pt: Dykes 20 Rec: Marinov 5 Pase: Torok, Rasić 8 |       | Pt: Zeković 23 Rec: Zeković 10 Pase: Watson 8 |

| 7 ianuarie 2019 18:00 |

| Boxscore |

| Dinamo Știința București                       | 85–87 | CS SCM Timișoara                                             |
| Scorul pe sferturi: 21-15, 22-24, 19-18, 23-30 |       |                                                              |
| Pt: Barro 19 Rec: Barro 9 Pase: Deloach 10     |       | Pt: Vukosavljević 25 Rec: Vukosavljević 11 Pase: Pesaković 4 |

#### Etapa a XIV-a
| 12 ianuarie 2019 17:30 |

| Boxscore |

| U-BT Cluj-Napoca                               | 84–80 | BC CSU Sibiu                            |
| Scorul pe sferturi: 15-24, 19-10, 22-34, 28-12 |       |                                         |
| Pt: Dykes 24 Rec: Dorsey 7 Pase: Dorsey 6      |       | Pt: Hardy 22 Rec: Pratt 8 Pase: Hardy 7 |

| 12 ianuarie 2019 18:00 |

| Boxscore |

| SCMU Craiova                                   | 93–92 | CS SCM Timișoara                                             |
| Scorul pe sferturi: 18-17, 13-19, 39-34, 26-22 |       |                                                              |
| Pt: Fraseniuc 13 Rec: Casale 8 Pase: Curry 8   |       | Pt: Brown 15 Rec: Komatina 7 Pase: Stojadinović, Diculescu 3 |

| 13 ianuarie 2019 18:00 |

| Boxscore |

| CSM CSU Oradea                                 | 82–76 | BCMU FC Arges Pitești                              |
| Scorul pe sferturi: 21-15, 18-27, 20-15, 23-19 |       |                                                    |
| Pt: Zeković 18 Rec: Valeika 11 Pase: Watson 8  |       | Pt: Bishop Jr 18 Rec: Korniienko 11 Pase: Person 5 |

| 13 ianuarie 2019 19:45 |

| Boxscore |

| Dinamo Știința București       | vs. | Steaua CSM Eximbank București |
| Scorul pe sferturi: -, -, -, - |     |                               |

### Rezultate sezonul regulat - Grupa B

#### Etapa I
| 8 decembrie 2018 12:00 |

| Boxscore |

| CS Municipal Mediaș                                  | 127–46 | CS Cuza Sport Brăila                                  |
| Scorul pe sferturi: 32-12, 33-6, 32-9, 30-19         |        |                                                       |
| Pt: Barbu 18 Rec: Sajin 8 Pase: Vrîncian, Cioacătă 7 |        | Pt: Voiculeț 14 Rec: Bejan 8 Pase: Bejan, Alexandru 2 |

| 6 octombrie 2018 18:00 |

| Boxscore |

| CSO Voluntari                                    | 95–68 | ABC Athletic Constanța                                    |
| Scorul pe sferturi: 25-24, 29-16, 23-16, 18-12   |       |                                                           |
| Pt: Zeigler III 24 Rec: Gîrbea 7 Pase: Popović 8 |       | Pt: Drekalović 15 Rec: Mainea 6 Pase: Lockhart, Andrieș 6 |

#### Etapa a II-a
| 13 octombrie 2018 17:00 |

| Boxscore |

| CS Cuza Sport Brăila                           | 57–84 | CSO Voluntari                                                    |
| Scorul pe sferturi: 14-20, 16-28, 14-16, 13-20 |       |                                                                  |
| Pt: Damian 16 Rec: Keyes 11 Pase: Keyes 4      |       | Pt: Zeigler III 22 Rec: Zeigler III, Nwankwo 11 Pase: Stănescu 5 |

| 13 octombrie 2018 20:00 |

| Boxscore |

| ABC Athletic Constanța                               | 77–83 | CS Municipal Mediaș                       |
| Scorul pe sferturi: 17-27, 18-16, 26-17, 16-23       |       |                                           |
| Pt: Ray, Lockhart 20 Rec: Berkelund 9 Pase: Oprean 6 |       | Pt: Vulić 28 Rec: Šajin 12 Pase: Storey 7 |

#### Etapa a III-a
| 27 octombrie 2018 18:00 |

| Boxscore |

| CS Municipal Mediaș                            | 73–80 | CSO Voluntari                                  |
| Scorul pe sferturi: 19-20, 16-19, 17-19, 21-22 |       |                                                |
| Pt: Vulić 16 Rec: Simović 8 Pase: Storey 4     |       | Pt: Popović 26 Rec: Popović 10 Pase: Popović 4 |

| 27 octombrie 2018 18:00 |

| Boxscore |

| ABC Athletic Constanța                       | 87–38 | CS Cuza Sport Brăila                              |
| Scorul pe sferturi: 26-18, 21-3, 22-12, 18-5 |       |                                                   |
| Pt: Andrieș 19 Rec: Ray 9 Pase: Andrieș 8    |       | Pt: Movileanu 12 Rec: Voiculeț 6 Pase: Telinoiu 2 |

#### Etapa a IV-a
| 3 noiembrie 2018 17:00 |

| Boxscore |

| CS Cuza Sport Brăila                              | 68–100 | CS Municipal Mediaș                                |
| Scorul pe sferturi: 15-23, 27-20, 13-27, 13-30    |        |                                                    |
| Pt: Movileanu 21 Rec: Voiculeț 6 Pase: Țelinoiu 8 |        | Pt: Storey 24 Rec: Sajin 13 Pase: Andrei, Storey 6 |

| 4 noiembrie 2018 17:00 |

| Boxscore |

| ABC Athletic Constanța                         | 74–84 | CSO Voluntari                                               |
| Scorul pe sferturi: 22-28, 19-18, 17-15, 16-23 |       |                                                             |
| Pt: Ray 19 Rec: Berkelund 9 Pase: Șerban 3     |       | Pt: Nwankwo 18 Rec: Zeigler III, Popovic 9 Pase: Popovic 10 |

#### Etapa a V-a
| 9 noiembrie 2018 18:00 |

| Boxscore |

| CS Municipal Mediaș                               | 68–100 | ABC Athletic Constanța                      |
| Scorul pe sferturi: 20-15, 17-22, 25-16, 28-29    |        |                                             |
| Pt: Storey 21 Rec: Sajin 13 Pase: trei jucători 3 |        | Pt: Ray 15 Rec: Berkelund 9 Pase: Andrieș 6 |

| 10 noiembrie 2018 18:00 |

| Boxscore |

| CSO Voluntari                                               | 133–33 | CS Cuza Sport Brăila                                 |
| Scorul pe sferturi: 44-10, 40-7, 26-8, 23-8                 |        |                                                      |
| Pt: Zeigler III 24 Rec: Nwankwo, Gîrbea 10 Pase: Popescu 10 |        | Pt: Grozea 9 Rec: Grozea, Voiculeț 4 Pase: Negoiță 2 |

#### Etapa a VI-a
| 16 noiembrie 2018 18:00 |

| Boxscore |

| CSO Voluntari                                                   | 84–87 (OT) | CS Municipal Mediaș                         |
| Scorul pe sferturi: 21-27, 14-16, 24-10, 10-16, Overtime: 15-18 |            |                                             |
| Pt: Popovic 30 Rec: Nwankwo 12 Pase: Popovic, Nwankwo 7         |            | Pt: Nicoară 21 Rec: Nicoară 9 Pase: Vulic 6 |

| 18 noiembrie 2018 17:00 |

| Boxscore |

| CS Cuza Sport Brăila                             | 24–104 | ABC Athletic Constanța                     |
| Scorul pe sferturi: 4-26, 5-18, 5-33, 10-27      |        |                                            |
| Pt: Căpitaneanu 7 Rec: Voiculeț 6 Pase: Grozea 2 |        | Pt: Ray 17 Rec: Trandafir 8 Pase: Oprean 8 |

#### Etapa a VII-a
| 8 decembrie 2018 12:00 |

| Boxscore |

| CS Municipal Mediaș                                     | 127–46 | CS Cuza Sport Brăila                                  |
| Scorul pe sferturi: 32-12, 33-6, 32-9, 30-19            |        |                                                       |
| Pt: Vrîncian 18 Rec: Sajin 8 Pase: Vrîncian, Cioacătă 7 |        | Pt: Voiculeț 14 Rec: Bejan 8 Pase: Alexandru, Bejan 2 |

| 8 decembrie 2018 18:00 |

| Boxscore |

| CSO Voluntari                                                   | 76–69 | ABC Athletic Constanța                         |
| Scorul pe sferturi: 18-14, 18-14, 20-24, 20-17                  |       |                                                |
| Pt: Zeigler III 29 Rec: Nwankwo, Zeigler III 10 Pase: Popescu 6 |       | Pt: Oprean 17 Rec: Trandafir 10 Pase: Oprean 4 |

#### Etapa a VIII-a
| 15 decembrie 2018 14:00 |

| Boxscore |

| ABC Athletic Constanța                                         | 84–83 (OT) | CS Municipal Mediaș                        |
| Scorul pe sferturi: 26-23, 19-9, 13-24, 15-17, Overtime: 11-10 |            |                                            |
| Pt: Ray, Lockhart 18 Rec: Mainea 8 Pase: Lockhart 6            |            | Pt: Nicoară 22 Rec: Sajin 8 Pase: Andrei 6 |

| 15 decembrie 2018 17:00 |

| Boxscore |

| CS Cuza Sport Brăila                                | 29–126 | CSO Voluntari                                  |
| Scorul pe sferturi: 7-31, 8-26, 12-37, 2-32         |        |                                                |
| Pt: Voiculeț 13 Rec: Voiculeț 8 Pase: Căpităneanu 2 |        | Pt: Nwankwo 25 Rec: Nwankwo 17 Pase: Popescu 7 |

#### Etapa a IX-a
| 21 decembrie 2018 19:00 |

| Boxscore |

| ABC Athletic Constanța                             | 120–33 | CS Cuza Sport Brăila                       |
| Scorul pe sferturi: 35-4, 35-8, 25-10, 25-11       |        |                                            |
| Pt: Andrieș, Ray 17 Rec: Mc Lean 9 Pase: Andrieș 6 |        | Pt: Voiculeț 8 Rec: Popescu 8 Pase: Dima 2 |

| 22 decembrie 2018 18:00 |

| Boxscore |

| CS Municipal Mediaș                                    | 83–79 | CSO Voluntari                                         |
| Scorul pe sferturi: 18-23, 14-20, 25-17, 26-19         |       |                                                       |
| Pt: Nicoară, Simovic 22 Rec: Simovic 13 Pase: Storey 8 |       | Pt: Vuković 19 Rec: Lazăr, Vuković 12 Pase: Popović 3 |

#### Etapa a X-a
| 16 decembrie 2018 17:00 |

| Boxscore |

| CS Cuza Sport Brăila                              | 42–113 | CS Municipal Mediaș                             |
| Scorul pe sferturi: 8-25, 9-23, 14-27, 11-38      |        |                                                 |
| Pt: Voiculeț 11 Rec: Voiculeț 10 Pase: Beiliciu 2 |        | Pt: Simovic 35 Rec: Nicoară 10 Pase: Cioacătă 9 |

| 29 decembrie 2018 17:00 |

| Boxscore |

| ABC Athletic Constanța                         | 65–67 | CSO Voluntari                                    |
| Scorul pe sferturi: 18-18, 24-18, 12-19, 11-12 |       |                                                  |
| Pt: Ray 19 Rec: Berkelund 9 Pase: Lockhart 9   |       | Pt: Zeigler III 25 Rec: Lazăr 11 Pase: Popescu 4 |

#### Etapa a XI-a
| 5 ianuarie 2019 18:00 |

| Boxscore |

| CS Municipal Mediaș                                    | 77–81 | ABC Athletic Constanța                          |
| Scorul pe sferturi: 19-24, 13-19, 30-21, 15-17         |       |                                                 |
| Pt: Nicoară 18 Rec: Nicoară 9 Pase: Cioacătă, Andrei 4 |       | Pt: Andrieș 23 Rec: Berkelund 6 Pase: Andrieș 4 |

| 5 ianuarie 2019 18:00 |

| Boxscore |

| CSO Voluntari                                    | 126–40 | CS Cuza Sport Brăila                                    |
| Scorul pe sferturi: 18-18, 24-18, 12-19, 11-12   |        |                                                         |
| Pt: Zeigler III 30 Rec: Gîrbea 11 Pase: Mainea 8 |        | Pt: Voiculeț 11 Rec: Bejan, Voiculeț 5 Pase: Beiliciu 2 |

#### Etapa a XII-a
| 12 ianuarie 2019 18:00 |

| Boxscore |

| CSO Voluntari                                      | 90–69 | CS Municipal Mediaș                                      |
| Scorul pe sferturi: 16-15, 17-20, 31-14, 26-20     |       |                                                          |
| Pt: Tasić 18 Rec: Campara, Lazăr 8 Pase: Popović 8 |       | Pt: Vulić, Storey 17 Rec: Nicoară 6 Pase: Vulić, Sajin 3 |

Meciul dintre CS Cuza Sport Brăila și ABC Athletic Constanța nu s-a mai disputat întrucât echipa CS Cuza Sport Brăila a notificat Federația Română de Baschet că se retrage din competiție,  astfel că meciul a fost declarat câștigat de ABC Athletic Constanța cu 20-0.

### Rezultate sezonul regulat - Grupa C

#### Etapa I
| 6 octombrie 2018 18:00 |

| Boxscore |

| CSM Târgu Mureș                                | 93–88 | Phoenix Galati                                    |
| Scorul pe sferturi: 26-17, 23-20, 24-33, 20-18 |       |                                                   |
| Pt: Martinić 26 Rec: Sánta 15 Pase: Martinić 6 |       | Pt: Perović 25 Rec: Corpodean 12 Pase: Voinescu 7 |

| 5 octombrie 2018 17:00 |

| Boxscore |

| CSM Sighetu Marmației                          | 101–62 | Universitatea Cluj-Napoca                           |
| Scorul pe sferturi: 30-16, 25-21, 24-12, 22-13 |        |                                                     |
| Pt: Turner 31 Rec: Ardelean 6 Pase: Turner 6   |        | Pt: Vasile 22 Rec: Vasile 10 Pase: Vasile, Porime 2 |

| 8 octombrie 2018 18:30 |

| Boxscore |

| Agronomia București                           | 67–57 | CN Aurel Vlaicu București                             |
| Scorul pe sferturi: 19-16, 16-7, 15-13, 17-21 |       |                                                       |
| Pt: Balmuș 23 Rec: Preda 13 Pase: Balmuș 7    |       | Pt: Șerbănescu 25 Rec: Ciucă 11 Pase: Mingote, Duca 3 |

| 5 octombrie 2018 17:00 |

| Boxscore |

| Rapid București                                   | 69–78 | CSM 2007 Focșani                            |
| Scorul pe sferturi: 19-24, 15-19, 21-12, 14-23    |       |                                             |
| Pt: Sandu 18 Rec: Naziru, Sandu 6 Pase: Kragulj 6 |       | Pt: Kilgore 22 Rec: Pop 13 Pase: Petrișor 9 |

| 6 octombrie 2018 18:30 |

| Boxscore |

| ACS Târgu Jiu                                | 74–51 | CSM VSK Csikszereda Miercurea Ciuc                |
| Scorul pe sferturi: 9-16, 26-20, 16-4, 23-11 |       |                                                   |
| Pt: Allen 21 Rec: Allen 18 Pase: Mason 6     |       | Pt: Simeunović 15 Rec: Ostojić 11 Pase: Magušar 4 |

#### Etapa a II-a
| 13 octombrie 2018 17:00 |

| Boxscore |

| Rapid București                                | 87–102 | ACS Târgu Jiu                             |
| Scorul pe sferturi: 26-23, 10-26, 30-29, 21-24 |        |                                           |
| Pt: Hope 47 Rec: Sandu 9 Pase: Hope 5          |        | Pt: Allen 34 Rec: Allen 13 Pase: Mason 14 |

| 13 octombrie 2018 18:00 |

| Boxscore |

| Universitatea Cluj-Napoca                    | 49–77 | Agronomia București                       |
| Scorul pe sferturi: 16-22, 4-24, 23-13, 6-18 |       |                                           |
| Pt: Mihășan 13 Rec: Vasile 10 Pase: Bota 5   |       | Pt: Balmuș 24 Rec: Balmuș 8 Pase: Dudaș 4 |

| 14 octombrie 2018 17:00 |

| Boxscore |

| CN Aurel Vlaicu București                          | 60–79 | CSM 2007 Focșani                            |
| Scorul pe sferturi: 9-22, 21-11, 11-24, 19-22      |       |                                             |
| Pt: Mingote 14 Rec: Duca 13 Pase: Ciucă, Mingote 3 |       | Pt: Kilgore 19 Rec: Pop 11 Pase: Petrișor 9 |

| 14 octombrie 2018 17:00 |

| Boxscore |

| CSM Târgu Mureș                               | 98–65 | CSM Sighetu Marmației                                |
| Scorul pe sferturi: 29-9, 18-14, 30-14, 21-28 |       |                                                      |
| Pt: Rosenfeld 20 Rec: Sánta 14 Pase: Borșa 9  |       | Pt: Turner 29 Rec: Edwards Jr 9 Pase: Thomas, Albu 4 |

| 17 octombrie 2018 19:00 |

| Boxscore |

| Phoenix Galati                                | 110–59 | CSM VSK Csikszereda Miercurea Ciuc                  |
| Scorul pe sferturi: 18-17, 36-9, 28-14, 28-19 |        |                                                     |
| Pt: Miller 30 Rec: Moss 19 Pase: Moss 13      |        | Pt: Simeunović 20 Rec: Simeunović 8 Pase: Magušar 7 |

#### Etapa a III-a
| 19 octombrie 2018 20:30 |

| Boxscore |

| Agronomia București                           | 49–76 | CSM Târgu Mureș                                    |
| Scorul pe sferturi: 14-21, 16-19, 8-22, 11-14 |       |                                                    |
| Pt: Balmuș 20 Rec: Dudaș 5 Pase: Macavei 3    |       | Pt: Kalve, Borșa 24 Rec: Borșa 18 Pase: Martinić 6 |

| 19 octombrie 2018 17:00 |

| Boxscore |

| CSM 2007 Focșani                                | 84–50 | Universitatea Cluj-Napoca                          |
| Scorul pe sferturi: 22-8, 26-11, 18-18, 18-13   |       |                                                    |
| Pt: Kilgore 25 Rec: Kilgore 13 Pase: Petrișor 7 |       | Pt: Burlacu 20 Rec: Avram 12 Pase: trei jucători 1 |

| 21 octombrie 2018 17:00 |

| Boxscore |

| CSM VSK Csikszereda Miercurea Ciuc                             | 68–77 | Rapid București                    |
| Scorul pe sferturi: 16-22, 9-20, 20-15, 23-20                  |       |                                    |
| Pt: Magušar 29 Rec: Magušar, Simeunović 5 Pase: Lokodi, Nagy 1 |       | Pt: Hope 24 Rec: Kragulj 5 Pase: - |

| 20 octombrie 2018 17:00 |

| Boxscore |

| ACS Târgu Jiu                                           | 82–62 | CN Aurel Vlaicu București                |
| Scorul pe sferturi: 16-14, 19-16, 28-11, 19-21          |       |                                          |
| Pt: Allen 27 Rec: Allen 18 Pase: Neguleasa, Patterson 4 |       | Pt: Mingote 10 Rec: Ciucă 7 Pase: Duca 4 |

| 21 octombrie 2018 17:00 |

| Boxscore |

| CSM Sighetu Marmației                          | 89–109 | Phoenix Galati                                         |
| Scorul pe sferturi: 22-22, 27-26, 22-28, 18-33 |        |                                                        |
| Pt: Turner 30 Rec: Thomas 10 Pase: Thomas 4    |        | Pt: Perović 25 Rec: Corpodean 13 Pase: Moss, Perović 5 |

#### Etapa a IV-a
| 26 octombrie 2018 18:00 |

| Boxscore |

| CSM Târgu Mureș                                | 106–95 | CSM 2007 Focșani                                  |
| Scorul pe sferturi: 24-16, 20-23, 21-29, 24-21 |        |                                                   |
| Pt: Martinić 24 Rec: Sánta 18 Pase: Martinić 8 |        | Pt: Cornelius 33 Rec: Kilgore 9 Pase: Martinić 10 |

| 27 octombrie 2018 17:00 |

| Boxscore |

| Universitatea Cluj-Napoca                           | 59–91 | ACS Târgu Jiu                            |
| Scorul pe sferturi: 14-28, 18-21, 16-23, 11-19      |       |                                          |
| Pt: Birlean 11 Rec: Avram, Burlacu 4 Pase: Porime 4 |       | Pt: Allen 30 Rec: Allen 14 Pase: Mason 8 |

| 27 octombrie 2018 17:00 |

| Boxscore |

| CSM Sighetu Marmației                              | 99–69 | Agronomia București                        |
| Scorul pe sferturi: 28-20, 25-21, 22-13, 24-15     |       |                                            |
| Pt: Turner 28 Rec: Albu, Edwards Jr 8 Pase: Albu 7 |       | Pt: Balmus 22 Rec: Preda 7 Pase: Macavei 4 |

| 27 octombrie 2018 17:30 |

| Boxscore |

| CN Aurel Vlaicu București                            | 66–83 | CSM VSK Csikszereda Miercurea Ciuc            |
| Scorul pe sferturi: 20-25, 18-23, 16-17, 12-18       |       |                                               |
| Pt: Șerbănescu 30 Rec: Șerbănescu 10 Pase: Mingote 5 |       | Pt: Ostojić 26 Rec: Ostojić 7 Pase: Magušar 5 |

| 27 octombrie 2018 19:00 |

| Boxscore |

| Phoenix Galati                                 | 97–61 | Rapid București                            |
| Scorul pe sferturi: 22-11, 31-14, 23-10, 21-26 |       |                                            |
| Pt: Moss 25 Rec: Moss 10 Pase: Moss 8          |       | Pt: Hope 27 Rec: Sandu 9 Pase: Manolescu 3 |

#### Etapa a V-a
| 2 noiembrie 2018 17:30 |

| Boxscore |

| CSM 2007 Focșani                                             | 77–82 | CSM Sighetu Marmației                               |
| Scorul pe sferturi: 19-18, 22-18, 12-18, 24-28               |       |                                                     |
| Pt: Cornelius 22 Rec: Kilgore 13 Pase: Martinić, Cornelius 3 |       | Pt: Edwards Jr 31 Rec: Edwards Jr 13 Pase: Turner 6 |

| 3 noiembrie 2018 17:00 |

| Boxscore |

| CSM VSK Csikszereda Miercurea Ciuc                   | 79–68 | Universitatea Cluj-Napoca                            |
| Scorul pe sferturi: 23-22, 21-15, 18-20, 17-11       |       |                                                      |
| Pt: Ostojic 29 Rec: Ostojic 10 Pase: trei jucători 1 |       | Pt: Mihășan 23 Rec: Avram, Burlacu 3 Pase: Mihășan 1 |

| 3 noiembrie 2018 17:00 |

| Boxscore |

| Rapid București                                | 80–60 | CN Aurel Vlaicu București                      |
| Scorul pe sferturi: 20-11, 18-13, 27-19, 15-17 |       |                                                |
| Pt: Hope 29 Rec: Sandu 13 Pase: Kragulj 6      |       | Pt: Popescu 15 Rec: Ciucă 9 Pase: Șerbănescu 5 |

| 4 noiembrie 2018 17:00 |

| Boxscore |

| Agronomia București                                | 48–93 | Phoenix Galati                                            |
| Scorul pe sferturi: 14-20, 16-18, 12-31, 6-24      |       |                                                           |
| Pt: Balmuș 14 Rec: trei jucători 6 Pase: Macavei 2 |       | Pt: Miller, Corpodean 18 Rec: Corpodean 14 Pase: Miller 8 |

| 4 noiembrie 2018 17:00 |

| Boxscore |

| ACS Târgu Jiu                                  | 60–100 | CSM Târgu Mureș                                |
| Scorul pe sferturi: 20-25, 14-25, 16-23, 10-27 |        |                                                |
| Pt: Allen 20 Rec: Allen 9 Pase: Mason 4        |        | Pt: Martinić 32 Rec: Santa 15 Pase: Martinić 6 |

#### Etapa a VI-a
| 7 noiembrie 2018 17:00 |

| Boxscore |

| CSM Sighetu Marmației                                      | 92–80 | ACS Târgu Jiu                            |
| Scorul pe sferturi: 20-21, 23-18, 30-11, 19-30             |       |                                          |
| Pt: Edwards Jr 29 Rec: Thomas, Edwards Jr 8 Pase: Thomas 9 |       | Pt: Allen 41 Rec: Allen 17 Pase: Mason 9 |

| 7 noiembrie 2018 17:00 |

| Boxscore |

| Universitatea Cluj-Napoca                               | 51–71 | Rapid București                            |
| Scorul pe sferturi: 9-16, 13-21, 19-19, 10-15           |       |                                            |
| Pt: Bota, Bîrlean 10 Rec: Sutea 6 Pase: trei jucători 2 |       | Pt: Hope 28 Rec: Hope 11 Pase: Manolescu 5 |

| 7 noiembrie 2018 18:00 |

| Boxscore |

| Phoenix Galati                                    | 99–49 | CN Aurel Vlaicu București                    |
| Scorul pe sferturi: 30-10, 26-14, 29-7, 14-18     |       |                                              |
| Pt: Miller, Dukity 17 Rec: Stan 14 Pase: Miller 6 |       | Pt: Ciucă 16 Rec: Ciucă 6 Pase: Șerbănescu 3 |

| 7 noiembrie 2018 18:00 |

| Boxscore |

| CSM Târgu Mureș                               | 110–79 | CSM VSK Csikszereda Miercurea Ciuc                                     |
| Scorul pe sferturi: 14-20, 16-18, 12-31, 6-24 |        |                                                                        |
| Pt: Borșa 21 Rec: Santa 11 Pase: Martinić 18  |        | Pt: Simeunović, Ostojić 26 Rec: Simeunović, Ostojić 4 Pase: Magusar 11 |

| 7 noiembrie 2018 18:30 |

| Boxscore |

| Agronomia București                           | 60–73 | CSM 2007 Focșani                            |
| Scorul pe sferturi: 15-18, 25-18, 8-17, 12-20 |       |                                             |
| Pt: Balmuș 16 Rec: Dragomir 6 Pase: Dudas 3   |       | Pt: Kilgore 19 Rec: Pop 14 Pase: Petrișor 5 |

#### Etapa a VII-a
| 10 noiembrie 2018 17:00 |

| Boxscore |

| ACS Târgu Jiu                                 | 83–65 | Agronomia București                     |
| Scorul pe sferturi: 20-9, 19-13, 22-26, 22-17 |       |                                         |
| Pt: Allen 34 Rec: Allen 19 Pase: Mason 12     |       | Pt: Hara 27 Rec: Preda 8 Pase: Balmuș 4 |

| 10 noiembrie 2018 17:00 |

| Boxscore- |

| CSM VSK Csikszereda Miercurea Ciuc                     | 86–93 | CSM Sighetu Marmației                              |
| Scorul pe sferturi: 24-30, 15-22, 17-18, 30-23         |       |                                                    |
| Pt: Simeunović 33 Rec: trei jucători 1 Pase: Magusar 7 |       | Pt: Thomas 27 Rec: [trei jucători 1 Pase: Thomas 9 |

| 10 noiembrie 2018 17:00 |

| Boxscore |

| Rapid București                                 | 45–84 | CSM Târgu Mureș                             |
| Scorul pe sferturi: 10-28, 16-17, 12-23, 7-14   |       |                                             |
| Pt: Sandu 16 Rec: Sandu 8 Pase: trei jucători 1 |       | Pt: Santa 20 Rec: Santa 15 Pase: Martinić 7 |

| 10 noiembrie 2018 17:30 |

| Boxscore |

| CN Aurel Vlaicu București                     | 171–60 | Universitatea Cluj-Napoca                 |
| Scorul pe sferturi: 21-6, 19-19, 12-25, 19-10 |        |                                           |
| Pt: Mingote 17 Rec: Ciucă 19 Pase: Mingote 5  |        | Pt: Bîrlean 27 Rec: Sutea 7 Pase: Sutea 4 |

| 11 noiembrie 2018 20:00 |

| Boxscore |

| CSM 2007 Focșani                                 | 71–90 | Phoenix Galati                                |
| Scorul pe sferturi: 16-27, 20-20, 20-17, 15-26   |       |                                               |
| Pt: Cornelius 35 Rec: Kilgore 7 Pase: Petrișor 5 |       | Pt: Miller 29 Rec: Corpodean 8 Pase: Miller 5 |

#### Etapa a VIII-a
| 17 noiembrie 2018 14:00 |

| Boxscore |

| CSM Sighetu Marmației                                       | 85–72 | Rapid București                             |
| Scorul pe sferturi: 25-11, 27-16, 11-28, 22-17              |       |                                             |
| Pt: Edwards Jr 21 Rec: Edwards Jr, Thomas 12 Pase: Thomas 8 |       | Pt: Dumitrescu 20 Rec: Hope 11 Pase: Hope 3 |

| 17 noiembrie 2018 17:00 |

| Boxscore |

| Agronomia București                                 | 73–81 | CSM VSK Csikszereda Miercurea Ciuc                |
| Scorul pe sferturi: 16-17, 18-21, 20-19, 19-24      |       |                                                   |
| Pt: Balmuș 22 Rec: Balmuș 9 Pase: Balmuș, Macavei 3 |       | Pt: Ostojić 25 Rec: Ostojić 12 Pase: Simeunović 5 |

| 17 noiembrie 2018 17:00 |

| Boxscore |

| Phoenix Galati                                | 118–69 | Universitatea Cluj-Napoca                         |
| Scorul pe sferturi: 46-9, 22-17, 34-18, 16-25 |        |                                                   |
| Pt: Stan 25 Rec: Stan 15 Pase: Miller 9       |        | Pt: Bichiș 22 Rec: Avram 15 Pase: trei jucători 2 |

| 17 noiembrie 2018 17:30 |

| Boxscore |

| CSM 2007 Focșani                                                | 86–83 (OT) | ACS Târgu Jiu                            |
| Scorul pe sferturi: 20-20, 16-16, 17-14, 20-23, Overtime: 13-10 |            |                                          |
| Pt: Kilgore 31 Rec: Petrișor 6 Pase: Petrișor 8                 |            | Pt: Allen 30 Rec: Allen 11 Pase: Mason 4 |

| 17 noiembrie 2018 19:00 |

| Boxscore |

| CSM Târgu Mureș                                | 128–51 | CN Aurel Vlaicu București                               |
| Scorul pe sferturi: 34-14, 24-14, 35-11, 35-12 |        |                                                         |
| Pt: Solopa 21 Rec: Borșa 11 Pase: Martinić 11  |        | Pt: Mingote 14 Rec: Ciucă 7 Pase: Mingote, Mustăcescu 4 |

#### Etapa a IX-a
| 21 noiembrie 2018 14:00 |

| Boxscore |

| Universitatea Cluj-Napoca                                   | 61–122 | CSM Târgu Mureș                              |
| Scorul pe sferturi: 13-39, 17-27, 15-30, 16-26              |        |                                              |
| Pt: Mihășan, Bichiș 17 Rec: Avram, Vasile 7 Pase: Cristea 3 |        | Pt: Santa 23 Rec: Borșa 10 Pase: Martinić 12 |

| 21 noiembrie 2018 17:00 |

| Boxscore |

| CSM VSK Csikszereda Miercurea Ciuc               | 77–62 | CSM 2007 Focșani                               |
| Scorul pe sferturi: 16-25, 23-8, 18-18, 20-11    |       |                                                |
| Pt: Magusar 31 Rec: Ostojić 8 Pase: Simeunović 4 |       | Pt: Kilgore 20 Rec: Kilgore 4 Pase: Petrișor 3 |

| 21 noiembrie 2018 17:30 |

| Boxscore |

| CN Aurel Vlaicu București                     | 56–83 | CSM Sighetu Marmației                               |
| Scorul pe sferturi: 14-17, 15-23, 9-24, 18-19 |       |                                                     |
| Pt: Ciucă 18 Rec: Ciucă 18 Pase: Mingote 4    |       | Pt: Edwards Jr 28 Rec: Edwards Jr 18 Pase: Thomas 9 |

| 21 noiembrie 2018 17:30 |

| Boxscore |

| ACS Târgu Jiu                                  | 77–82 | Phoenix Galati                                             |
| Scorul pe sferturi: 22-24, 13-24, 32-11, 10-23 |       |                                                            |
| Pt: Allen 22 Rec: Allen 21 Pase: Berca 5       |       | Pt: Dordević 22 Rec: Corpodean 11 Pase: Miller, Voinescu 4 |

| 21 noiembrie 2018 18:00 |

| Boxscore |

| Rapid București                                 | 82–64 | Agronomia București                              |
| Scorul pe sferturi: 21-9, 19-15, 22-24, 20-16   |       |                                                  |
| Pt: Kragulj 17 Rec: Sandu 16 Pase: Dumitrescu 8 |       | Pt: Vișan-Hara 22 Rec: Dragomir 6 Pase: Balmuș 3 |

#### Etapa a X-a
| 4 decembrie 2018 14:00 |

| Boxscore |

| Universitatea Cluj-Napoca                            | 83–92 | CSM Sighetu Marmației                       |
| Scorul pe sferturi: 23-24, 10-26, 27-16, 23-26       |       |                                             |
| Pt: Mihășan 26 Rec: Avram, Vasile 10 Pase: Mihășan 6 |       | Pt: Thomas 41 Rec: Țîbârnă 8 Pase: Thomas 4 |

| 4 decembrie 2018 17:00 |

| Boxscore |

| CSM VSK Csikszereda Miercurea Ciuc                      | 96–98 | ACS Târgu Jiu                                              |
| Scorul pe sferturi: 26-22, 25-22, 20-28, 25-26          |       |                                                            |
| Pt: Simeunović 30 Rec: Simeunović 10 Pase: Simeunović 5 |       | Pt: Allen 45 Rec: Allen 15 Pase: Bratoloveanu, Patterson 3 |

| 4 decembrie 2018 17:30 |

| Boxscore |

| CSM 2007 Focșani                               | 94–69 | Rapid București                            |
| Scorul pe sferturi: 32-11, 23-11, 19-22, 20-25 |       |                                            |
| Pt: Kilgore 23 Rec: Kilgore 8 Pase: Petrișor 7 |       | Pt: Hope 20 Rec: Sandu 7 Pase: Manolescu 4 |

| 4 decembrie 2018 18:00 |

| Boxscore |

| Phoenix Galati                                   | 96–89 | CSM Târgu Mureș                                |
| Scorul pe sferturi: 20-22, 27-14, 22-16, 27-37   |       |                                                |
| Pt: Miller 25 Rec: Corpodean 11 Pase: Dordević 6 |       | Pt: Kovacević 29 Rec: Kalve 8 Pase: Martinić 4 |

| 6 decembrie 2018 17:00 |

| Boxscore |

| CN Aurel Vlaicu București                            | 47–57 | Agronomia București                        |
| Scorul pe sferturi: 9-11, 7-14, 22-12, 9-20          |       |                                            |
| Pt: Șerbănescu 24 Rec: Șerbănescu 12 Pase: Mingote 6 |       | Pt: Balmuș 22 Rec: Bodea 11 Pase: Balmuș 5 |

#### Etapa a XI-a
| 8 decembrie 2018 14:00 |

| Boxscore |

| Agronomia București                                        | 84–67 | Universitatea Cluj-Napoca                         |
| Scorul pe sferturi: 24-20, 10-18, 23-20, 27-9              |       |                                                   |
| Pt: Balmuș 20 Rec: Bodea, Balmuș 5 Pase: Balmuș, Macavei 5 |       | Pt: Bichiș 28 Rec: Avram 9 Pase: patru jucători 2 |

| 8 decembrie 2018 17:00 |

| Boxscore |

| CSM VSK Csikszereda Miercurea Ciuc              | 70–89 | Phoenix Galati                               |
| Scorul pe sferturi: 28-17, 20-25, 14-26, 8-21   |       |                                              |
| Pt: Movileanu 18 Rec: Pierce 13 Pase: Magusar 7 |       | Pt: Dukity 23 Rec: Dordević 8 Pase: Miller 3 |

| 8 decembrie 2018 17:00 |

| Boxscore |

| ACS Târgu Jiu                                        | 70–67 | Rapid București                                |
| Scorul pe sferturi: 14-15, 24-19, 18-18, 14-15       |       |                                                |
| Pt: Patterson 21 Rec: Allen 12 Pase: trei jucători 4 |       | Pt: Hope 35 Rec: Hope 8 Pase: Hope, Zarojanu 2 |

| 8 decembrie 2018 18:00 |

| Boxscore |

| CSM Sighetu Marmației                          | 80–107 | CSM Târgu Mureș                                     |
| Scorul pe sferturi: 25-29, 23-29, 10-27, 22-22 |        |                                                     |
| Pt: Thomas 26 Rec: Țîbârnă 5 Pase: Thomas 8    |        | Pt: Kalve 23 Rec: Santa 14 Pase: Steff, Kovacević 4 |

| 8 decembrie 2018 17:30 |

| Boxscore |

| CSM 2007 Focșani                                         | 76–47 | CN Aurel Vlaicu București                              |
| Scorul pe sferturi: 27-15, 19-10, 16-13, 14-9            |       |                                                        |
| Pt: Kilgore 22 Rec: Kilgore 13 Pase: Petrișor, Kilgore 3 |       | Pt: Șerbănescu 15 Rec: Șerbănescu 9 Pase: Dumitrașcu 1 |

#### Etapa a XII-a
| 11 decembrie 2018 17:00 |

| Boxscore |

| Phoenix Galati                                         | 101–76 | CSM Sighetu Marmației                                  |
| Scorul pe sferturi: 23-14, 28-12, 26-24, 24-26         |        |                                                        |
| Pt: Miller 23 Rec: Corpodean, Perović 9 Pase: Miller 7 |        | Pt: Thomas 30 Rec: Thomas, Edwards Jr 8 Pase: Turner 3 |

| 11 decembrie 2018 18:00 |

| Boxscore |

| CSM Târgu Mureș                                | 111–63 | Agronomia București                              |
| Scorul pe sferturi: 18-17, 29-16, 35-13, 29-17 |        |                                                  |
| Pt: Kalve 22 Rec: Santa 18 Pase: Steff 10      |        | Pt: Balmuș 27 Rec: Balmuș 8 Pase: Dudas, Bodea 3 |

| 12 decembrie 2018 17:30 |

| Boxscore |

| CN Aurel Vlaicu București                         | 77–90 | ACS Târgu Jiu                            |
| Scorul pe sferturi: 16-27, 23-19, 23-16, 15-28    |       |                                          |
| Pt: Șerbănescu 29 Rec: Mingote 10 Pase: Mingote 6 |       | Pt: Allen 34 Rec: Allen 13 Pase: Berca 9 |

| 12 decembrie 2018 18:30 |

| Boxscore |

| Rapid București                                                | 70–68 (OT) | CSM VSK Csikszereda Miercurea Ciuc                      |
| Scorul pe sferturi: 14-17, 5-14, 27-12, 11-14, Overtime: 13-11 |            |                                                         |
| Pt: Hope 29 Rec: Hope 13 Pase: Hope 7                          |            | Pt: Pierce 29 Rec: Pierce 14 Pase: Magusar, Movileanu 3 |

| 18 decembrie 2018 17:00 |

| Boxscore |

| Universitatea Cluj-Napoca                     | 49–76 | CSM 2007 Focșani                               |
| Scorul pe sferturi: 14-14, 7-26, 15-23, 13-13 |       |                                                |
| Pt: Bîrlean 11 Rec: Bota 10 Pase: Bota 3      |       | Pt: Cornelius 22 Rec: Kilgore 12 Pase: Olaru 5 |

#### Etapa a XIII-a
| 22 noiembrie 2018 20:30 |

| Boxscore |

| Agronomia București                            | 57–84 | CSM Sighetu Marmației                     |
| Scorul pe sferturi: 12-21, 18-19, 13-27, 14-17 |       |                                           |
| Pt: Balmuș 16 Rec: Balmuș 7 Pase: Macavei 4    |       | Pt: Thomas 23 Rec: Thomas 12 Pase: Albu 7 |

| 15 decembrie 2018 14:30 |

| Boxscore |

| Rapid București                                     | 69–94 | Phoenix Galati                                          |
| Scorul pe sferturi: 19-8, 12-37, 17-29, 21-20       |       |                                                         |
| Pt: Avramescu 20 Rec: Naziru, Sandu 8 Pase: Sandu 3 |       | Pt: Perović 25 Rec: Corpodean, Miller 7 Pase: Miller 11 |

| 15 decembrie 2018 17:00 |

| Boxscore |

| ACS Târgu Jiu                                  | 78–74 | Universitatea Cluj-Napoca                        |
| Scorul pe sferturi: 25-16, 13-23, 15-15, 25-20 |       |                                                  |
| Pt: Allen 36 Rec: Allen 20 Pase: Berca 5       |       | Pt: Bichiș 17 Rec: Bota 10 Pase: trei jucători 3 |

| 15 decembrie 2018 17:00 |

| Boxscore |

| CSM VSK Csikszereda Miercurea Ciuc                              | 81–65 (OT) | CN Aurel Vlaicu București                      |
| Scorul pe sferturi: 24-21, 16-13, 24-13, 17-18, Overtime: 13-11 |            |                                                |
| Pt: Movileanu 16 Rec: Olariu 14 Pase: Magusar 7                 |            | Pt: Duca 14 Rec: Duca 9 Pase: patru jucători 1 |

| 15 decembrie 2018 17:30 |

| Boxscore |

| CSM 2007 Focșani                                | 53–91 | CSM Târgu Mureș                              |
| Scorul pe sferturi: 15-18, 9-23, 19-22, 10-28   |       |                                              |
| Pt: Kilgore 17 Rec: Kilgore 10 Pase: Petrișor 4 |       | Pt: Kalve 20 Rec: Solopa 14 Pase: Martinić 7 |

#### Etapa a XIV-a
| 19 decembrie 2018 17:00 |

| Boxscore |

| CSM Sighetu Marmației                            | 79–76 | CSM 2007 Focșani                                         |
| Scorul pe sferturi: 11-15, 22-12, 22-15, 24-34   |       |                                                          |
| Pt: Thomas 32 Rec: Țîbârnă 14 Pase: Edwards Jr 4 |       | Pt: Kilgore 20 Rec: Kilgore, Cornelius 8 Pase: Kilgore 4 |

| 21 decembrie 2018 18:00 |

| Boxscore |

| CSM Târgu Mureș                                      | 112–89 | ACS Târgu Jiu                                |
| Scorul pe sferturi: 19-8, 12-37, 17-29, 21-20        |        |                                              |
| Pt: Kalve, Kovacević 22 Rec: Santa 10 Pase: Steff 10 |        | Pt: Patterson 38 Rec: Allen 14 Pase: Howel 7 |

| 21 decembrie 2018 18:30 |

| Boxscore |

| Universitatea Cluj-Napoca                          | 58–77 | CSM VSK Csikszereda Miercurea Ciuc         |
| Scorul pe sferturi: 8-22, 12-22, 9-18, 29-15       |       |                                            |
| Pt: Mihășan 19 Rec: Burlacu 6 Pase: Bota, Porime 2 |       | Pt: Pierce 22 Rec: Olariu 8 Pase: Olariu 6 |

| 23 decembrie 2018 16:00 |

| Boxscore |

| Phoenix Galati                                 | 93–68 | Agronomia București                       |
| Scorul pe sferturi: 24-18, 27-11, 18-21, 24-18 |       |                                           |
| Pt: Miller 21 Rec: Corpodean 13 Pase: Miller 4 |       | Pt: Hara 27 Rec: Balmuș 8 Pase: Macavei 4 |

| 22 decembrie 2018 17:00 |

| Boxscore |

| CN Aurel Vlaicu București                                | 46–61 | Rapid București                               |
| Scorul pe sferturi: 7-25, 20-14, 10-11, 9-11             |       |                                               |
| Pt: Ciucă 13 Rec: Șerbănescu 16 Pase: Popescu, Mingote 4 |       | Pt: Hope 22 Rec: Hope 9 Pase: trei jucători 2 |

#### Etapa a XV-a
| 7 decembrie 2018 17:00 |

| Boxscore |

| Rapid București                                  | 97–67 | Universitatea Cluj-Napoca                    |
| Scorul pe sferturi: 23-12, 26-16, 27-23, 21-16   |       |                                              |
| Pt: Hope 31 Rec: Hope 12 Pase: Hope, Avramescu 5 |       | Pt: Mihășan 26 Rec: Bichiș 8 Pase: Bîrlean 5 |

| 21 decembrie 2018 17:00 |

| Boxscore |

| CN Aurel Vlaicu București                       | 57–77 | Phoenix Galati                                     |
| Scorul pe sferturi: 12-19, 18-16, 14-28, 13-14  |       |                                                    |
| Pt: Șerbănescu 18 Rec: Ciucă 10 Pase: Mingote 4 |       | Pt: Corpodean 16 Rec: Corpodean 12 Pase: Miller 10 |

| 28 decembrie 2018 17:00 |

| Boxscore |

| ACS Târgu Jiu                                  | 80–76 | CSM Sighetu Marmației                              |
| Scorul pe sferturi: 18-18, 19-17, 16-23, 27-18 |       |                                                    |
| Pt: Allen 31 Rec: Allen 19 Pase: Howel 12      |       | Pt: Turner 31 Rec: Țîbârnă 12 Pase: Thomas, Albu 2 |

| 29 decembrie 2018 17:00 |

| Boxscore |

| CSM VSK Csikszereda Miercurea Ciuc            | 76–105 | CSM Târgu Mureș                                  |
| Scorul pe sferturi: 9-31, 21-17, 26-29, 20-28 |        |                                                  |
| Pt: Pierce 33 Rec: Pierce 11 Pase: Magusar 9  |        | Pt: Kalve 25 Rec: Borșa Kalve 8 Pase: Martinić 5 |

| 29 decembrie 2018 17:00 |

| Boxscore |

| CSM 2007 Focșani                                | 85–66 | Agronomia București                    |
| Scorul pe sferturi: 27-14, 23-19, 19-17, 16-16  |       |                                        |
| Pt: Kilgore 24 Rec: Kilgore 13 Pase: Petrișor 6 |       | Pt: Balmuș 27 Rec: Hara 7 Pase: Hara 3 |

#### Etapa a XVI-a
| 5 ianuarie 2019 16:00 |

| Boxscore |

| Universitatea Cluj-Napoca                     | 75–45 | CN Aurel Vlaicu București                            |
| Scorul pe sferturi: 17-11, 20-5, 19-16, 19-13 |       |                                                      |
| Pt: Mihășan 18 Rec: Sutea 11 Pase: Bota 7     |       | Pt: Șerbănescu 10 Rec: Șerbănescu 11 Pase: Mingote 6 |

| 5 ianuarie 2019 17:00 |

| Boxscore |

| CSM Sighetu Marmației                               | 89–78 | CSM VSK Csikszereda Miercurea Ciuc                  |
| Scorul pe sferturi: 13-24, 30-19, 22-19, 24-16      |       |                                                     |
| Pt: Edwards Jr 32 Rec: Edwards Jr 11 Pase: Thomas 7 |       | Pt: Pierce, Olariu 20 Rec: Olariu 11 Pase: Olariu 4 |

| 5 ianuarie 2019 18:00 |

| Boxscore |

| CSM Târgu Mureș                                      | 108–50 | Rapid București                                    |
| Scorul pe sferturi: 28-12, 27-11, 33-13, 20-14       |        |                                                    |
| Pt: Kilyen, Kalve 18 Rec: Solopa 11 Pase: Martinić 6 |        | Pt: Costea 12 Rec: Naziru 9 Pase: patru jucători 2 |

| 6 ianuarie 2019 16:00 |

| Boxscore |

| Agronomia București                                         | 66–78 | ACS Târgu Jiu                                  |
| Scorul pe sferturi: 16-23, 17-18, 14-15, 19-22              |       |                                                |
| Pt: Macavei 20 Rec: Bodea, Dragomir 9 Pase: trei jucători 2 |       | Pt: Allen 47 Rec: Allen 26 Pase: Howel, Roșu 4 |

| 6 ianuarie 2019 18:00 |

| Boxscore |

| Phoenix Galati                                  | 86–70 | CSM 2007 Focșani                                 |
| Scorul pe sferturi: 21-21, 23-18, 24-16, 18-15  |       |                                                  |
| Pt: Perović 24 Rec: Corpodean 11 Pase: Miller 6 |       | Pt: Cornelius 25 Rec: Kilgore 9 Pase: Petrișor 3 |

#### Etapa a XVII-a
| 9 ianuarie 2019 14:30 |

| Boxscore |

| Rapid București                                            | 39–78 | CSM Sighetu Marmației                       |
| Scorul pe sferturi: 10-12, 12-26, 8-24, 9-16               |       |                                             |
| Pt: Dumitrescu 10 Rec: Naziru 12 Pase: Manolescu, Naziru 1 |       | Pt: Turner 16 Rec: Turner 12 Pase: Turner 5 |

| 9 ianuarie 2019 17:00 |

| Boxscore |

| CN Aurel Vlaicu București                                     | 43–110 | CSM Târgu Mureș                                              |
| Scorul pe sferturi: 11-31, 8-25, 13-24, 11-30                 |        |                                                              |
| Pt: Popescu 10 Rec: Mustăcescu 10 Pase: Mustăcescu, Popescu 2 |        | Pt: Martinić, Solopa 24 Rec: Solopa 14 Pase: Steff, Boloni 6 |

| 9 ianuarie 2019 17:00 |

| Boxscore |

| ACS Târgu Jiu                                  | 62–80 | CSM 2007 Focșani                                 |
| Scorul pe sferturi: 19-15, 20-25, 13-18, 10-22 |       |                                                  |
| Pt: Patterson 29 Rec: Allen 19 Pase: Howel 6   |       | Pt: Cornelius 32 Rec: Kilgore 9 Pase: Petrișor 5 |

| 9 ianuarie 2019 17:00 |

| Boxscore |

| CSM VSK Csikszereda Miercurea Ciuc             | 85–75 | Agronomia București                        |
| Scorul pe sferturi: 16-23, 17-18, 14-15, 19-22 |       |                                            |
| Pt: Pierce 28 Rec: Pierce 16 Pase: Magusar 8   |       | Pt: Balmuș 24 Rec: Balmuș 7 Pase: Balmuș 3 |

| 9ianuarie 2019 17:00 |

| Boxscore |

| Universitatea Cluj-Napoca                     | 51–105 | Phoenix Galati                                   |
| Scorul pe sferturi: 9-36, 8-20, 17-27, 17-22  |        |                                                  |
| Pt: Mihășan 12 Rec: Vasile 13 Pase: Mihășan 4 |        | Pt: Dordević 21 Rec: Corpodean 11 Pase: Miller 8 |

#### Etapa a XVIII-a
| 6 ianuarie 2019 14:00 |

| Boxscore |

| CSM Sighetu Marmației                             | 87–66 | CN Aurel Vlaicu București                        |
| Scorul pe sferturi: 22-14, 22-16, 23-24, 20-12    |       |                                                  |
| Pt: Edwards Jr 27 Rec: Edwards Jr 16 Pase: Albu 7 |       | Pt: Popescu 20 Rec: Șerbănescu 8 Pase: Mingote 5 |

| 12 ianuarie 2019 17:00 |

| Boxscore |

| Phoenix Galati                                  | 81–71 | ACS Târgu Jiu                            |
| Scorul pe sferturi: 24-16, 19-20, 20-11, 18-24  |       |                                          |
| Pt: Perović 23 Rec: Corpodean 14 Pase: Miller 8 |       | Pt: Allen 32 Rec: Allen 19 Pase: Howel 4 |

| 12 ianuarie 2019 17:00 |

| Boxscore |

| CSM 2007 Focșani                                | 83–81 | CSM VSK Csikszereda Miercurea Ciuc              |
| Scorul pe sferturi: 21-15, 18-21, 24-28, 20-17  |       |                                                 |
| Pt: Kilgore 34 Rec: Kilgore 13 Pase: Petrișor 4 |       | Pt: Pierce 25 Rec: Pierce 12 Pase: Simeunović 4 |

| 12 ianuarie 2019 17:00 |

| Boxscore |

| CSM Târgu Mureș                                | 137–90 | Universitatea Cluj-Napoca                     |
| Scorul pe sferturi: 39-11, 36-31, 25-25, 37-23 |        |                                               |
| Pt: Martinić 28 Rec: Borșa 9 Pase: Martinić 9  |        | Pt: Mihășan 31 Rec: Burlacu 8 Pase: Burlacu 4 |

| 12 ianuarie 2019 17:00 |

| Boxscore |

| Agronomia București                            | 74–77 | Rapid București                              |
| Scorul pe sferturi: 15-20, 20-23, 11-16, 28-18 |       |                                              |
| Pt: Balmuș 20 Rec: Bodea 9 Pase: Balmuș 4      |       | Pt: Hope 36 Rec: Naziru 11 Pase: Manolescu 3 |

## Clasamente grupe - faza a II-a

### Clasament Grupa Roșie
| Poz. | Echipa                | J  | V  | Î  | P  | PM   | PP   | DC   | MPM  | MPP  |
| ---- | --------------------- | -- | -- | -- | -- | ---- | ---- | ---- | ---- | ---- |
| 1    | BC CSU Sibiu          | 24 | 18 | 6  | 42 | 2061 | 1844 | +217 | 85,9 | 76,8 |
| 2    | U-BT Cluj-Napoca      | 24 | 17 | 7  | 41 | 2004 | 1888 | +116 | 83,5 | 78,7 |
| 3    | CSM CSU Oradea        | 24 | 15 | 9  | 39 | 1956 | 1879 | +77  | 81,5 | 78,3 |
| 4    | SCMU Craiova          | 24 | 12 | 12 | 36 | 1867 | 1921 | -54  | 77,8 | 80,0 |
| 5    | SCM Timișoara         | 24 | 10 | 14 | 34 | 1977 | 2031 | -54  | 82,4 | 84,6 |
| 6    | BCMU FC Arges Pitești | 24 | 10 | 14 | 34 | 2020 | 2080 | -60  | 84,2 | 86,7 |

### Clasament Grupa Galbenă
| Poz. | Echipa                        | J  | V | Î | P  | PM  | PP  | DC   | MPM  | MPP  |
| ---- | ----------------------------- | -- | - | - | -- | --- | --- | ---- | ---- | ---- |
| 1    | Steaua CSM Eximbank București | 10 | 8 | 2 | 18 | 832 | 661 | +171 | 83,2 | 66,1 |
| 2    | Dinamo Știința București      | 10 | 8 | 2 | 18 | 835 | 744 | +91  | 83,5 | 74,4 |
| 3    | CSO Voluntari                 | 10 | 8 | 2 | 18 | 839 | 751 | +88  | 83,9 | 75,1 |
| 4    | Phoenix Galați                | 10 | 4 | 6 | 14 | 746 | 796 | -50  | 74,6 | 79,6 |
| 5    | CS Municipal Mediaș           | 10 | 1 | 9 | 11 | 728 | 865 | -137 | 72,8 | 86,5 |
| 6    | ABC Athletic Constanța        | 10 | 1 | 9 | 11 | 694 | 857 | -163 | 69,4 | 85,7 |

### Clasament Grupa Albastră
| Poz. | Echipa                             | J  | V  | Î  | P  | PM   | PP   | DC   | MPM   | MPP  |
| ---- | ---------------------------------- | -- | -- | -- | -- | ---- | ---- | ---- | ----- | ---- |
| 1    | CSM Târgu Mureș                    | 28 | 26 | 2  | 54 | 2818 | 1949 | +869 | 100,6 | 69,6 |
| 2    | CSM Sighetu Marmației              | 28 | 18 | 10 | 46 | 2400 | 2234 | +166 | 85,7  | 79,8 |
| 3    | CSM 2007 Focșani                   | 28 | 17 | 11 | 45 | 2155 | 2053 | +102 | 77,0  | 73,3 |
| 4    | ACS Târgu Jiu                      | 28 | 13 | 15 | 41 | 2187 | 2319 | -132 | 78,1  | 82,8 |
| 5    | CSM VSK Csikszereda Miercurea Ciuc | 28 | 12 | 16 | 40 | 2223 | 2329 | -106 | 79,4  | 83,2 |
| 6    | Rapid București                    | 28 | 11 | 17 | 39 | 1979 | 2199 | -220 | 70,7  | 78,5 |

### Clasament Grupa Verde
| Poz. | Echipa                    | J  | V  | Î  | P  | PM   | PP   | DC   | MPM  | MPP  |
| ---- | ------------------------- | -- | -- | -- | -- | ---- | ---- | ---- | ---- | ---- |
| 1    | Agronomia București       | 24 | 10 | 14 | 34 | 1639 | 1819 | -180 | 68,2 | 75,8 |
| 2    | Universitatea Cluj-Napoca | 24 | 3  | 21 | 27 | 1568 | 2038 | -470 | 65,3 | 85,0 |
| 3    | CN Aurel Vlaicu București | 24 | 2  | 22 | 26 | 1394 | 1894 | -500 | 58,1 | 78,9 |

Legendă:
J = meciuri jucate;
V = victorii;
Î = înfrângeri;
P = puncte;
PM = puncte marcate;
PP = puncte primite;
DC = diferență coșaveraj;
MPM = media punctelor marcate/meci;
MPP = media punctelor primite/meci

## Rezultate sezonul regulat - Faza a II-a

### Rezultate sezonul regulat - Grupa Roșie

#### Etapa I
| 18 ianuarie 2019 18:00 |

| Boxscore |

| BC SCM Timișoara                                                    | 86–79 | BC CSU Sibiu                                     |
| Scorul pe sferturi: 25-27, 25-21, 19-19, 17-12                      |       |                                                  |
| Pt: trei jucători 14 Rec: Vukosavljević 6 Pase: Pesaković, Calotă 3 |       | Pt: Falker 18 Rec: Falker, Pratt 7 Pase: Hardy 5 |

| 19 ianuarie 2019 17:00 |

| Boxscore |

| SCMU Craiova                                   | 78–80 | CSM CSU Oradea                               |
| Scorul pe sferturi: 24-18, 21-25, 15-21, 18-16 |       |                                              |
| Pt: Koreniuk 22 Rec: Koreniuk 8 Pase: Curry 5  |       | Pt: Pasalić 14 Rec: Valeika 8 Pase: Watson 5 |

| 20 ianuarie 2019 20:00 |

| Boxscore |

| BCMU FC Arges Pitești                          | 80–79 | U-BT Cluj-Napoca                          |
| Scorul pe sferturi: 25-22, 20-16, 13-26, 22-15 |       |                                           |
| Pt: Jeremić 18 Rec: Bishop Jr 8 Pase: Carson 4 |       | Pt: Dykes 19 Rec: Dykes 10 Pase: Dorsey 4 |

#### Etapa a II-a
| 25 ianuarie 2019 18:00 |

| Boxscore |

| U-BT Cluj-Napoca                                | 77–62 | SCMU Craiova                                            |
| Scorul pe sferturi: 20-14, 14-12, 19-19, 24-17  |       |                                                         |
| Pt: Washburn 19 Rec: Kuti 7 Pase: Dykes, Kuti 4 |       | Pt: Mijajlović 13 Rec: Koreniuk 8 Pase: Troupe, Curry 4 |

| 26 ianuarie 2019 20:00 |

| Boxscore |

| CSM CSU Oradea                                 | 85–88 | BC SCM Timișoara                                           |
| Scorul pe sferturi: 25-27, 19-14, 23-26, 18-21 |       |                                                            |
| Pt: Richard 33 Rec: Zeković 6 Pase: Watson 6   |       | Pt: Vukosavljević 27 Rec: Vukosavljević 8 Pase: Randolph 5 |

| 27 ianuarie 2019 20:00 |

| Boxscore |

| BC CSU Sibiu                                   | 104–86 | BCMU FC Arges Pitești                                      |
| Scorul pe sferturi: 26-27, 26-24, 29-19, 23-16 |        |                                                            |
| Pt: Tamulis 28 Rec: Pratt 8 Pase: Pratt 7      |        | Pt: Jeremić 23 Rec: Bishop Jr, Sturanović 5 Pase: Carson 4 |

#### Etapa a III-a
| 1 februarie 2019 17:30 |

| Boxscore |

| CSM CSU Oradea                                      | 69–83 | BC CSU Sibiu                              |
| Scorul pe sferturi: 14-17, 18-29, 19-18, 18-19      |       |                                           |
| Pt: Richard 26 Rec: Valeika 8 Pase: trei jucători 4 |       | Pt: Falker 23 Rec: Falker 8 Pase: Hardy 7 |

| 2 februarie 2019 20:00 |

| Boxscore |

| SCMU Craiova                                        | 80–76 | BCMU FC Arges Pitești                                 |
| Scorul pe sferturi: 22-16, 25-17, 10-24, 23-19      |       |                                                       |
| Pt: Koreniuk 19 Rec: Koreniuk 12 Pase: Mijajlović 6 |       | Pt: Siriscević 18 Rec: Bishop Jr 11 Pase: Bishop Jr 4 |

| 3 februarie 2019 20:00 |

| Boxscore |

| BC SCM Timișoara                                     | 80–78 | U-BT Cluj-Napoca                         |
| Scorul pe sferturi: 26-20, 16-17, 23-15, 15-26       |       |                                          |
| Pt: Brown 18 Rec: Vukosavljević 14 Pase: Diculescu 5 |       | Pt: Dykes 16 Rec: Dykes 9 Pase: Dorsey 5 |

#### Etapa a IV-a
| 9 februarie 2019 18:00 |

| Boxscore |

| BC CSU Sibiu                                   | 77–68 | SCMU Craiova                                         |
| Scorul pe sferturi: 21-20, 16-11, 13-17, 27-20 |       |                                                      |
| Pt: Philmore 19 Rec: Pratt 12 Pase: Hardy 6    |       | Pt: Troupe, Gajović 15 Rec: Gajović 9 Pase: Curry 10 |

| 10 februarie 2019 18:00 |

| Boxscore |

| U-BT Cluj-Napoca                               | 73–71 | CSM CSU Oradea                               |
| Scorul pe sferturi: 17-18, 19-11, 20-24, 17-18 |       |                                              |
| Pt: Dykes 19 Rec: Washburn 7 Pase: Dorsey 6    |       | Pt: Richard 24 Rec: Richard 9 Pase: Watson 6 |

| 11 februarie 2019 19:00 |

| Boxscore |

| BCMU FC Arges Pitești                              | 86–85 | BC SCM Timișoara                                            |
| Scorul pe sferturi: 29-27, 21-18, 23-17, 13-23     |       |                                                             |
| Pt: Siriscević 18 Rec: Bishop Jr 7 Pase: Jeremić 4 |       | Pt: Vukosavljević 31 Rec: Vukosavljević 9 Pase: Pesaković 4 |

#### Etapa a V-a
| 1 martie 2019 18:00 |

| Boxscore |

| BC SCM Timișoara                                       | 74–71 | SCMU Craiova                                       |
| Scorul pe sferturi: 19-24, 16-11, 27-12, 12-24         |       |                                                    |
| Pt: Randolph 28 Rec: Vukosavljević 10 Pase: Randolph 5 |       | Pt: Troupe 26 Rec: Koreniuk 11 Pase: Mijajlović 10 |

| 2 martie 2019 17:00 |

| Boxscore |

| CSM CSU Oradea                                 | 81–73 | BCMU FC Arges Pitești                          |
| Scorul pe sferturi: 25-13, 17-23, 19-16, 20-21 |       |                                                |
| Pt: Richard 18 Rec: Marković 6 Pase: Watson 8  |       | Pt: Carson 23 Rec: Korniienko 9 Pase: Carson 3 |

| 5 martie 2019 19:00 |

| Boxscore |

| U-BT Cluj-Napoca                               | 88–89 | BC CSU Sibiu                                |
| Scorul pe sferturi: 28-22, 11-27, 27-18, 22-22 |       |                                             |
| Pt: Dykes 27 Rec: Dykes 11 Pase: Rasić 5       |       | Pt: Tamulis 35 Rec: Falker 10 Pase: Pratt 7 |

#### Etapa a VI-a
| 1 martie 2019 17:45 |

| Boxscore |

| CSM CSU Oradea                                 | 83–79 | SCMU Craiova                                     |
| Scorul pe sferturi: 25-10, 11-24, 23-21, 24-24 |       |                                                  |
| Pt: Watson 16 Rec: Valeika 8 Pase: Watson 5    |       | Pt: Troupe 17 Rec: Gajović 5 Pase: Mijajlović 11 |

| 9 martie 2019 17:15 |

| Boxscore |

| BC CSU Sibiu                                    | 97–71 | BC SCM Timișoara                                    |
| Scorul pe sferturi: 21-24, 21-19, 27-13, 28-15  |       |                                                     |
| Pt: Hardy 17 Rec: Falker 8 Pase: Hardy, Pratt 3 |       | Pt: Brown 15 Rec: trei jucători 5 Pase: Diculescu 2 |

| 11 martie 2019 19:00 |

| Boxscore |

| U-BT Cluj-Napoca                                                | 106–104 (OT) | BCMU FC Arges Pitești                      |
| Scorul pe sferturi: 19-20, 22-20, 28-25, 20-24, Overtime: 17-15 |              |                                            |
| Pt: Dykes, Dorsey 22 Rec: Foulland 8 Pase: Dorsey 7             |              | Pt: Carson 27 Rec: Carson 7 Pase: Carson 8 |

#### Etapa a VII-a
| 16 martie 2019 17:45 |

| Boxscore |

| BC SCM Timișoara                               | 83–90 | CSM CSU Oradea                               |
| Scorul pe sferturi: 20-28, 15-22, 18-21, 30-19 |       |                                              |
| Pt: Randolph 24 Rec: Brown 7 Pase: Pesaković 6 |       | Pt: Zeković 19 Rec: Valeika 7 Pase: Watson 7 |

| 17 martie 2019 18:00 |

| Boxscore |

| SCMU Craiova                                   | 69–95 | U-BT Cluj-Napoca                                        |
| Scorul pe sferturi: 17-24, 22-24, 12-22, 18-25 |       |                                                         |
| Pt: Troupe 18 Rec: Boone 6 Pase: Gajović 5     |       | Pt: Kuti 16 Rec: Calnicenco, Foulland 7 Pase: Mureșan 6 |

| 27 martie 2019 : |

| Boxscore |

| BCMU FC Arges Pitești                                          | 74–78 (OT) | BC CSU Sibiu                                |
| Scorul pe sferturi: 18-21, 16-20, 15-12, 17-13, Overtime: 8-12 |            |                                             |
| Pt: Jeremić 27 Rec: Sturanović 13 Pase: Carson 3               |            | Pt: Hardy 14 Rec: Philmore 13 Pase: Hardy 5 |

#### Etapa a VIII-a
| 23 martie 2019 18:00 |

| Boxscore |

| U-BT Cluj-Napoca                                             | 95–86 | BC SCM Timișoara                             |
| Scorul pe sferturi: 21-22, 26-18, 26-14, 22-32               |       |                                              |
| Pt: Dykes 18 Rec: Foulland, Washburn 8 Pase: trei jucători 3 |       | Pt: Zeković 19 Rec: Valeika 7 Pase: Watson 7 |

| 23 martie 2019 19:35 |

| Boxscore |

| BC CSU Sibiu                                   | 70–72 | CSM CSU Oradea                                |
| Scorul pe sferturi: 20-19, 13-20, 15-17, 22-16 |       |                                               |
| Pt: Hardy 17 Rec: Hardy 8 Pase: Hardy 6        |       | Pt: Marković 13 Rec: Valeika 9 Pase: Watson 5 |

| 27 martie 2019 18:30 |

| Boxscore |

| BCMU FC Arges Pitești                                          | 83–80 (OT) | SCMU Craiova                                          |
| Scorul pe sferturi: 25-20, 22-18, 21-20, 15-22, Overtime: -    |            |                                                       |
| Pt: Jeremić 17 Rec: Korniienko 8 Pase: Siriscević, Bishop Jr 4 |            | Pt: Koreniuk 26 Rec: Casale, Koreniuk 6 Pase: Curry 8 |

#### Etapa a IX-a
| 29 martie 2019 17:15 |

| Boxscore |

| CSM CSU Oradea                                       | 75–63 | U-BT Cluj-Napoca                                  |
| Scorul pe sferturi: 21-16, 18-21, 21-15, 15-11       |       |                                                   |
| Pt: Richard 20 Rec: Marković 8 Pase: trei jucători 3 |       | Pt: Dykes 14 Rec: Foulland 8 Pase: Dorsey, Kuti 2 |

| 1 aprilie 2019 18:00 |

| Boxscore |

| BC SCM Timișoara                               | 100–84 | BCMU FC Arges Pitești                           |
| Scorul pe sferturi: 35-27, 32-21, 15-22, 18-14 |        |                                                 |
| Pt: Brown 30 Rec: Brown 9 Pase: Diculescu 6    |        | Pt: Carson 14 Rec: Korniienko 8 Pase: Jeremić 5 |

| 1 aprilie 2019 19:00 |

| Boxscore |

| SCMU Craiova                                   | 59–75 | BC CSU Sibiu                                 |
| Scorul pe sferturi: 14-19, 15-18, 11-14, 19-24 |       |                                              |
| Pt: Gajović 14 Rec: Gajović 9 Pase: Troupe 3   |       | Pt: Philmore 14 Rec: Falker 10 Pase: Pratt 5 |

#### Etapa a X-a
| 5 aprilie 2019 17:15 |

| Boxscore |

| SCMU Craiova                                   | 88–83 | BC SCM Timișoara                                    |
| Scorul pe sferturi: 12-22, 22-25, 27-21, 27-15 |       |                                                     |
| Pt: Troupe 22 Rec: Casale 9 Pase: Curry 8      |       | Pt: Brown 22 Rec: trei jucători 6 Pase: Diculescu 4 |

| 6 aprilie 2019 18:30 |

| Boxscore |

| BCMU FC Arges Pitești                                         | 90–81 | CSM CSU Oradea                                 |
| Scorul pe sferturi: 24-17, 26-21, 23-28, 17-15                |       |                                                |
| Pt: Bishop Jr 26 Rec: Sturanović 6 Pase: Jeremić, Bishop Jr 4 |       | Pt: Richard 21 Rec: Marković 6 Pase: Pasalić 8 |

| 7 aprilie 2019 19:30 |

| Boxscore |

| BC CSU Sibiu                                   | 72–78 | U-BT Cluj-Napoca                                     |
| Scorul pe sferturi: 17-21, 14-18, 19-21, 22-18 |       |                                                      |
| Pt: Philmore 23 Rec: Pratt 8 Pase: Pratt 6     |       | Pt: Dykes, Dorsey 18 Rec: Easley Jr 9 Pase: Dorsey 4 |

### Rezultate sezonul regulat - Grupa Galbenă

#### Etapa I
| 19 ianuarie 2019 17:00 |

| Boxscore |

| ABC Athletic Constanța                              | 69–85 | Dinamo Știința București                   |
| Scorul pe sferturi: 15-28, 23-18, 18-18, 13-21      |       |                                            |
| Pt: Andrieș 16 Rec: Andrieș 7 Pase: Andrieș, Ursu 3 |       | Pt: Baker 19 Rec: Baker 11 Pase: Deloach 7 |

| 19 ianuarie 2019 18:00 |

| Boxscore |

| CSO Voluntari                                  | 105–97 | CS Municipal Mediaș                              |
| Scorul pe sferturi: 24-18, 41-25, 15-28, 25-26 |        |                                                  |
| Pt: Popović 27 Rec: Tasić 11 Pase: Popović 16  |        | Pt: Vulić 25 Rec: Sajin 11 Pase: Storey, Vulić 6 |

| 19 ianuarie 2019 19:30 |

| Boxscore |

| Phoenix Galați                                                      | 63–87 | Steaua CSM Eximbank București                   |
| Scorul pe sferturi: 11-29, 14-20, 24-15, 14-23                      |       |                                                 |
| Pt: Perović, Dzeletović 12 Rec: Dukity 10 Pase: Dorris Jr, Miller 3 |       | Pt: Mandache 18 Rec: Durić 10 Pase: Vlahović 10 |

#### Etapa a II-a
| 25 ianuarie 2019 18:00 |

| Boxscore |

| CS Municipal Mediaș                            | 74–86 | Phoenix Galați                               |
| Scorul pe sferturi: 22-22, 14-27, 24-14, 14-23 |       |                                              |
| Pt: Sajin 23 Rec: Sajin 10 Pase: Vulić 4       |       | Pt: Miller 21 Rec: Miller 5 Pase: Dordević 5 |

| 26 ianuarie 2019 18:00 |

| Boxscore |

| Dinamo Știința București                       | 78–66 | CSO Voluntari                                   |
| Scorul pe sferturi: 18-19, 19-12, 22-15, 19-20 |       |                                                 |
| Pt: Deloach 21 Rec: Barro 12 Pase: Kemp 7      |       | Pt: Zeigler III 21 Rec: Tasić 9 Pase: Popović 6 |

| 26 ianuarie 2019 19:00 |

| Boxscore |

| Steaua CSM Eximbank București                        | 107–78 | ABC Athletic Constanța                          |
| Scorul pe sferturi: 28-27, 31-12, 28-24, 20-15       |        |                                                 |
| Pt: Vlahović 17 Rec: Lucić 9 Pase: Durić, Vlahović 5 |        | Pt: Mainea 16 Rec: Trandafir 5 Pase: Lockhart 6 |

#### Etapa a III-a
| 1 februarie 2019 17:00 |

| Boxscore |

| CS Municipal Mediaș                                  | 55–81 | Steaua CSM Eximbank București                |
| Scorul pe sferturi: 15-17, 13-17, 13-22, 14-25       |       |                                              |
| Pt: Nicoară 13 Rec: Simović 6 Pase: Andrei, Storey 3 |       | Pt: Spencer 34 Rec: Spencer 16 Pase: Virna 4 |

| 2 februarie 2019 18:00 |

| Boxscore |

| CSO Voluntari                                           | 94–73 | ABC Athletic Constanța                 |
| Scorul pe sferturi: 27-17, 25-17, 20-26, 22-13          |       |                                        |
| Pt: Zeigler III 21 Rec: Tasić 13 Pase: Tasić, Popescu 5 |       | Pt: Ray 22 Rec: Ray 9 Pase: Lockhart 6 |

| 2 februarie 2019 19:30 |

| Boxscore |

| Phoenix Galați                                        | 80–99 | Dinamo Știința București                  |
| Scorul pe sferturi: 16-31, 21-23, 24-19, 19-26        |       |                                           |
| Pt: Dzeletović 19 Rec: Dorris Jr 13 Pase: Dorris Jr 4 |       | Pt: Deloach 26 Rec: Barro 10 Pase: Kemp 8 |

#### Etapa a IV-a
| 9 februarie 2019 18:00 |

| Boxscore |

| ABC Athletic Constanța                         | 62–79 | Phoenix Galați                                 |
| Scorul pe sferturi: 15-10, 12-29, 22-13, 13-27 |       |                                                |
| Pt: Lockhart 24 Rec: McLean 9 Pase: Oprean 5   |       | Pt: Miller 22 Rec: Perović 9 Pase: Dorris Jr 8 |

| 2 februarie 2019 18:00 |

| Boxscore |

| Steaua CSM Eximbank București                  | 72–77 | CSO Voluntari                              |
| Scorul pe sferturi: 18-13, 15-26, 24-18, 15-20 |       |                                            |
| Pt: Lucić 16 Rec: Spencer 18 Pase: Delas 6     |       | Pt: Tasić 20 Rec: Tasić 8 Pase: Martinić 8 |

| 10 februarie 2019 19:00 |

| Boxscore |

| Dinamo Știința București                       | 95–70 | CS Municipal Mediaș                               |
| Scorul pe sferturi: 25-22, 12-12, 29-24, 29-22 |       |                                                   |
| Pt: Deloach 19 Rec: Barro 8 Pase: Deloach 7    |       | Pt: Storey 22 Rec: trei jucători 8 Pase: Andrei 6 |

#### Etapa a V-a
| 1 martie 2019 18:00 |

| Boxscore |

| CS Municipal Mediaș                             | 79–73 | ABC Athletic Constanța                                     |
| Scorul pe sferturi: 20-24, 26-18, 16-15, 17-16  |       |                                                            |
| Pt: Nicoară 23 Rec: Nicoară 14 Pase: Rosemond 4 |       | Pt: Lockhart 16 Rec: Andrieș 9 Pase: Lockhart, Berkelund 4 |

| 2 martie 2019 19:30 |

| Boxscore |

| Phoenix Galați                                       | 72–97 | CSO Voluntari                                |
| Scorul pe sferturi: 16-28, 17-17, 16-29, 23-23       |       |                                              |
| Pt: Dzeletović 17 Rec: Dorris Jr 7 Pase: Dorris Jr 3 |       | Pt: Tasić 22 Rec: Tasić 13 Pase: Martinić 13 |

| 2 martie 2019 19:45 |

| Boxscore |

| Dinamo Știința București                             | 73–67 | Steaua CSM Eximbank București                      |
| Scorul pe sferturi: 16-24, 13-13, 20-14, 24-16       |       |                                                    |
| Pt: Deloach 28 Rec: Kumpys 9 Pase: Deloach, Kumpys 5 |       | Pt: Durić 20 Rec: Spencer, Durić 9 Pase: Chatman 6 |

#### Etapa a VI-a
| 7 martie 2019 17:00 |

| Boxscore |

| Steaua CSM Eximbank București                  | 94–64 | Phoenix Galați                                           |
| Scorul pe sferturi: 30-11, 21-18, 21-18, 22-17 |       |                                                          |
| Pt: Mandache 16 Rec: Spencer 9 Pase: Chatman 7 |       | Pt: Dzeletović 16 Rec: Corpodean 7 Pase: trei jucători 4 |

| 8 martie 2019 18:00 |

| Boxscore |

| CS Municipal Mediaș                            | 84–92 | CSO Voluntari                            |
| Scorul pe sferturi: 20-25, 30-23, 18-25, 16-19 |       |                                          |
| Pt: Simović 24 Rec: Sajin 8 Pase: Andrei 5     |       | Pt: Tasić 23 Rec: Tasić 10 Pase: Tasić 5 |

| 9 martie 2019 18:00 |

| Boxscore |

| Dinamo Știința București                            | 85–73 | ABC Athletic Constanța                     |
| Scorul pe sferturi: 25-22, 22-19, 14-20, 24-12      |       |                                            |
| Pt: Deloach 29 Rec: Barro 10 Pase: Deloach, Barro 5 |       | Pt: Lockhart 21 Rec: Ray 7 Pase: Andrieș 5 |

#### Etapa a VII-a
| 16 martie 2019 18:00 |

| Boxscore |

| CSO Voluntari                                  | 80–70 | Dinamo Știința București                                |
| Scorul pe sferturi: 21-17, 20-18, 22-12, 17-23 |       |                                                         |
| Pt: Martinić 18 Rec: Tasić 9 Pase: Popović 6   |       | Pt: Deloac, Barro 18 Rec: Deloac 7 Pase: Deloac, Kemp 6 |

| 16 martie 2019 18:00 |

| Boxscore |

| ABC Athletic Constanța                          | 48–82 | Steaua CSM Eximbank București              |
| Scorul pe sferturi: 10-24, 15-22, 10-17, 13-19  |       |                                            |
| Pt: Mainea, Oprean 9 Rec: Ray 5 Pase: Andrieș 4 |       | Pt: Durić 17 Rec: Spencer 15 Pase: Delas 6 |

| 16 martie 2019 19:30 |

| Boxscore |

| Phoenix Galați                                        | 80–56 | CS Municipal Mediaș                                 |
| Scorul pe sferturi: 17-8, 23-21, 18-13, 22-14         |       |                                                     |
| Pt: Dzeletović 22 Rec: Dzeletović 11 Pase: Dordević 5 |       | Pt: Nicoară 18 Rec: Nicoară 9 Pase: Vulić, Andrei 2 |

#### Etapa a VIII-a
| 20 martie 2019 19:00 |

| Boxscore |

| ABC Athletic Constanța                         | 66–91 | CSO Voluntari                                       |
| Scorul pe sferturi: 14-24, 14-21, 16-30, 22-16 |       |                                                     |
| Pt: Andrieș 14 Rec: Andrieș 3 Pase: Andrieș 5  |       | Pt: Tasić 19 Rec: Lazăr 9 Pase: Popović, Martinić 6 |

| 23 martie 2019 18:00 |

| Boxscore |

| Steaua CSM Eximbank București                      | 84–60 | CS Municipal Mediaș                                |
| Scorul pe sferturi: 25-16, 11-14, 35-16, 13-14     |       |                                                    |
| Pt: Chatman 16 Rec: Spencer 7 Pase: Delas, Virna 3 |       | Pt: Nicoară, Sajin 13 Rec: Sajin 10 Pase: Storey 7 |

| 24 martie 2019 18:00 |

| Boxscore |

| Dinamo Știința București                       | 84–75 | Phoenix Galați                                      |
| Scorul pe sferturi: 24-17, 21-18, 19-17, 20-23 |       |                                                     |
| Pt: Baker 23 Rec: Barro 11 Pase: Deloach 8     |       | Pt: Dorris Jr 17 Rec: Dorris Jr 7 Pase: Dorris Jr 4 |

#### Etapa a IX-a
| 29 martie 2019 18:00 |

| Boxscore |

| CS Municipal Mediaș                                 | 79–91 | Dinamo Știința București                   |
| Scorul pe sferturi: 20-27, 21-26, 20-23, 18-15      |       |                                            |
| Pt: Storey, Sajin 18 Rec: Nicoară 13 Pase: Andrei 5 |       | Pt: Baker 30 Rec: Baker 10 Pase: Deloach 6 |

| 30 martie 2019 18:00 |

| Boxscore |

| CSO Voluntari                                  | 68–73 | Steaua CSM Eximbank București               |
| Scorul pe sferturi: 18-21, 13-15, 16-18, 21-19 |       |                                             |
| Pt: Tasić 11 Rec: Tasić 7 Pase: Popović 5      |       | Pt: Virna 16 Rec: Spencer 7 Pase: Chatman 5 |

| 30 martie 2019 19:30 |

| Boxscore |

| Phoenix Galați                                       | 81–74 | ABC Athletic Constanța                             |
| Scorul pe sferturi: 16-21, 18-26, 22-12, 25-15       |       |                                                    |
| Pt: Dzeletović 22 Rec: Corpodean 8 Pase: Dorris Jr 7 |       | Pt: Lockhart 19 Rec: Ray 21 Pase: patru jucători 2 |

#### Etapa a X-a
| 4 aprilie 2019 18:00 |

| Boxscore |

| Steaua CSM Eximbank București                  | 85–75 | Dinamo Știința București               |
| Scorul pe sferturi: 23-21, 23-13, 12-18, 27-23 |       |                                        |
| Pt: Chatman 32 Rec: Mandache 9 Pase: Delas 4   |       | Pt: Baker 18 Rec: Barro 8 Pase: Kemp 6 |

| 5 aprilie 2019 19:00 |

| Boxscore |

| ABC Athletic Constanța                         | 78–74 | CS Municipal Mediaș                            |
| Scorul pe sferturi: 23-25, 17-13, 15-20, 23-16 |       |                                                |
| Pt: Lockhart 30 Rec: Mainea 7 Pase: Lockhart 6 |       | Pt: Nicoară 23 Rec: Nicoară 10 Pase: Nicoară 6 |

| 6 aprilie 2019 18:00 |

| Boxscore |

| CSO Voluntari                                           | 69–66 | Phoenix Galați                                      |
| Scorul pe sferturi: 16-16, 15-18, 12-14, 26-18          |       |                                                     |
| Pt: Martinić 21 Rec: Martinić, Tasić 6 Pase: Martinić 7 |       | Pt: Dzeletović 20 Rec: Dordević 7 Pase: Dorris Jr 5 |

### Rezultate sezonul regulat - Grupa Albastră

#### Etapa I
| 19 ianuarie 2019 12:00 |

| Boxscore |

| Rapid București                                | 81–77 | CSM Sighetu Marmației                                       |
| Scorul pe sferturi: 18-26, 19-10, 13-17, 31-24 |       |                                                             |
| Pt: Hope 30 Rec: Arion 9 Pase: Arion 6         |       | Pt: Thomas, Turner 25 Rec: Edwards Jr 13 Pase: Edwards Jr 2 |

| 19 ianuarie 2019 17:00 |

| Boxscore |

| CSM VSK Csikszereda Miercurea Ciuc             | 70–88 | CSM Târgu Mureș                               |
| Scorul pe sferturi: 24-15, 12-20, 11-27, 23-26 |       |                                               |
| Pt: Pierce 26 Rec: Pierce 10 Pase: Magusar 2   |       | Pt: Martinic 22 Rec: Santa 7 Pase: Martinic 2 |

| 20 ianuarie 2019 17:00 |

| Boxscore |

| CSM 2007 Focșani                                 | 83–73 | ACS Târgu Jiu                                          |
| Scorul pe sferturi: 16-19, 25-16, 15-24, 27-14   |       |                                                        |
| Pt: Kilgore 40 Rec: Kilgore 10 Pase: Petrișor 10 |       | Pt: Allen 38 Rec: Allen 22 Pase: Howel, Bratoloveanu 4 |

#### Etapa a II-a
| 25 ianuarie 2019 17:00 |

| Boxscore |

| CSM Sighetu Marmației                          | 82–52 | CSM 2007 Focșani                                  |
| Scorul pe sferturi: 27-13, 14-10, 16-12, 25-17 |       |                                                   |
| Pt: Thomas 33 Rec: Turner 10 Pase: Albu 4      |       | Pt: Cornelius 16 Rec: Pop 8 Pase: trei jucători 1 |

| 27 ianuarie 2019 16:30 |

| Boxscore |

| CSM Târgu Mureș                                | 99–72 | Rapid București                         |
| Scorul pe sferturi: 19-14, 22-23, 31-20, 27-15 |       |                                         |
| Pt: Santa 21 Rec: Santa 16 Pase: Martinić 9    |       | Pt: Hope 34 Rec: Naziru 6 Pase: Arion 5 |

| 23 februarie 2019 : |

| Boxscore |

| ACS Târgu Jiu                                  | 78–87 | CSM VSK Csikszereda Miercurea Ciuc                  |
| Scorul pe sferturi: 24-24, 13-19, 21-11, 20-33 |       |                                                     |
| Pt: Martin 34 Rec: Martin 16 Pase: Montez 9    |       | Pt: Simeunović 35 Rec: Pierce 13 Pase: Simeunović 4 |

#### Etapa a III-a
| 1 februarie 2019 17:00 |

| Boxscore |

| CSM VSK Csikszereda Miercurea Ciuc                              | 122–117 (OT) | CSM Sighetu Marmației                       |
| Scorul pe sferturi: 35-19, 23-28, 24-35, 19-19, Overtime: 21-16 |              |                                             |
| Pt: Simeunović 41 Rec: Pierce 14 Pase: Pierce 5                 |              | Pt: Thomas 43 Rec: Turner 10 Pase: Thomas 2 |

| 2 februarie 2019 17:00 |

| Boxscore |

| ACS Târgu Jiu                                 | 65–107 | CSM Târgu Mureș                             |
| Scorul pe sferturi: 9-34, 13-29, 15-26, 28-18 |        |                                             |
| Pt: Roșu 23 Rec: Montez 6 Pase: Roșu 5        |        | Pt: Kalve 30 Rec: Kalve 19 Pase: Martinić 6 |

| 2 februarie 2019 17:00 |

| Boxscore |

| CSM 2007 Focșani                                | 83–58 | Rapid București                         |
| Scorul pe sferturi: 16-13, 21-11, 21-10, 25-24  |       |                                         |
| Pt: Kilgore 19 Rec: Kilgore 10 Pase: Petrișor 7 |       | Pt: Hope 25 Rec: Arion 11 Pase: Arion 2 |

#### Etapa a IV-a
| 8 februarie 2019 18:00 |

| Boxscore |

| CSM Târgu Mureș                                                 | 76–56 (OT) | CSM 2007 Focșani                                |
| Scorul pe sferturi: 19-15, 16-13, 24-11, 17-17, Overtime: 21-16 |            |                                                 |
| Pt: Kalve 17 Rec: Santa 13 Pase: Steff 4                        |            | Pt: Vuković 18 Rec: Vuković 12 Pase: Petrișor 6 |

| 9 februarie 2019 14:30 |

| Boxscore |

| Rapid București                                | 89–86 | CSM VSK Csikszereda Miercurea Ciuc          |
| Scorul pe sferturi: 21-21, 21-21, 19-16, 28-28 |       |                                             |
| Pt: Hope 37 Rec: Arion 6 Pase: Arion 6         |       | Pt: Pierce 26 Rec: Pierce 9 Pase: Magusar 7 |

| 2 februarie 2019 17:00 |

| Boxscore |

| CSM Sighetu Marmației                          | 97–83 | ACS Târgu Jiu                               |
| Scorul pe sferturi: 27-27, 16-21, 31-11, 23-24 |       |                                             |
| Pt: Thomas 31 Rec: Thomas 5 Pase: Turner 6     |       | Pt: Martin 23 Rec: Martin 11 Pase: Montez 7 |

#### Etapa a V-a
| 1 martie 2019 18:00 |

| Boxscore |

| CSM VSK Csikszereda Miercurea Ciuc                              | 89–81 (OT) | CSM 2007 Focșani                                    |
| Scorul pe sferturi: 27-16, 26-11, 22-21, 14-33, Overtime: 21-16 |            |                                                     |
| Pt: Pierce 31 Rec: Pierce 20 Pase: Magusar 9                    |            | Pt: Kilgore 36 Rec: Kilgore 7 Pase: trei jucători 2 |

| 2 martie 2019 17:00 |

| Boxscore |

| CSM Sighetu Marmației                           | 79–75 | CSM Târgu Mureș                          |
| Scorul pe sferturi: 23-14, 17-15, 17-29, 22-17  |       |                                          |
| Pt: Turner 25 Rec: Edwards Jr 13 Pase: Thomas 6 |       | Pt: Kalve 28 Rec: Santa 13 Pase: Steff 6 |

| 3 martie 2019 17:30 |

| Boxscore |

| ACS Târgu Jiu                                  | 75–74 | Rapid București                          |
| Scorul pe sferturi: 27-27, 16-21, 31-11, 23-24 |       |                                          |
| Pt: Martin 20 Rec: Martin 21 Pase: Montez 8    |       | Pt: Hope 22 Rec: Gheorghe 9 Pase: Hope 5 |

#### Etapa a VI-a
| 9 martie 2019 14:00 |

| Boxscore |

| CSM Sighetu Marmației                           | 77–67 | Rapid București                          |
| Scorul pe sferturi: 24-19, 18-17, 17-16, 18-15  |       |                                          |
| Pt: Turner 26 Rec: Edwards Jr 11 Pase: Thomas 4 |       | Pt: Hope 26 Rec: Gheorghe 8 Pase: Hope 3 |

| 9 martie 2019 18:00 |

| Boxscore |

| CSM Târgu Mureș                                | 84–64 | CSM VSK Csikszereda Miercurea Ciuc              |
| Scorul pe sferturi: 16-22, 26-17, 21-9, 21-16  |       |                                                 |
| Pt: Kalve 33 Rec: Kalve, Santa 9 Pase: Kalve 6 |       | Pt: Simeunović 23 Rec: Pierce 9 Pase: Magusar 7 |

| 11 martie 2019 17:00 |

| Boxscore |

| ACS Târgu Jiu                                  | 54–79 | CSM 2007 Focșani                                |
| Scorul pe sferturi: 16-26, 12-21, 14-20, 12-12 |       |                                                 |
| Pt: Martin 14 Rec: Martin 11 Pase: Montez 3    |       | Pt: Kilgore 21 Rec: Vuković 11 Pase: Petrișor 4 |

#### Etapa a VII-a
| 16 martie 2019 15:00 |

| Boxscore |

| Rapid București                                | 65–85 | CSM Târgu Mureș                                 |
| Scorul pe sferturi: 13-22, 23-14, 10-24, 19-25 |       |                                                 |
| Pt: Hope 24 Rec: Gheorghe 9 Pase: Arion 4      |       | Pt: Santa, Borșa 16 Rec: Borșa 10 Pase: Steff 5 |

| 16 martie 2019 15:30 |

| Boxscore |

| CSM 2007 Focșani                               | 98–83 | CSM Sighetu Marmației                       |
| Scorul pe sferturi: 21-23, 21-21, 25-20, 31-19 |       |                                             |
| Pt: Kilgore 28 Rec: Kilgore 9 Pase: Petrișor 9 |       | Pt: Thomas 33 Rec: Thomas 10 Pase: Thomas 2 |

| 16 martie 2019 17:00 |

| Boxscore |

| CSM VSK Csikszereda Miercurea Ciuc                       | 90–76 | ACS Târgu Jiu                               |
| Scorul pe sferturi: 24-17, 23-16, 18-21, 25-22           |       |                                             |
| Pt: Pierce 21 Rec: Pierce, Simeunović 9 Pase: Magusar 10 |       | Pt: Martin 23 Rec: Martin 18 Pase: Martin 2 |

#### Etapa a VIII-a
| 23 martie 2019 13:00 |

| Boxscore |

| Rapid București                                | 65–74 | CSM 2007 Focșani                             |
| Scorul pe sferturi: 20-18, 17-19, 13-17, 15-20 |       |                                              |
| Pt: Hope 27 Rec: Arion 9 Pase: Arion 4         |       | Pt: Cornelius 19 Rec: Pop 9 Pase: Petrișor 7 |

| 23 martie 2019 18:30 |

| Boxscore |

| CSM Sighetu Marmației                          | 96–85 | CSM VSK Csikszereda Miercurea Ciuc                  |
| Scorul pe sferturi: 20-22, 29-23, 18-23, 29-17 |       |                                                     |
| Pt: Thomas 20 Rec: Turner 9 Pase: Thomas 6     |       | Pt: Simeunović 25 Rec: Pierce 18 Pase: Simeunović 5 |

| 23 martie 2019 19:00 |

| Boxscore |

| CSM Târgu Mureș                                | 127–84 | ACS Târgu Jiu                                   |
| Scorul pe sferturi: 44-14, 27-27, 29-24, 27-19 |        |                                                 |
| Pt: Kalve 29 Rec: Kalve 11 Pase: Borșa 11      |        | Pt: Berca 21 Rec: Montez, Roșu 5 Pase: Montez 9 |

#### Etapa a IX-a
| 28 martie 2019 19:00 |

| Boxscore |

| ACS Târgu Jiu                                  | 78–77 | CSM Sighetu Marmației                                 |
| Scorul pe sferturi: 15-18, 16-14, 24-22, 23-23 |       |                                                       |
| Pt: Martin 20 Rec: Martin 11 Pase: Roșu 10     |       | Pt: Thomas 22 Rec: Thomas 11 Pase: Dohi, Edwards Jr 2 |

| 29 martie 2019 17:00 |

| Boxscore |

| CSM 2007 Focșani                                 | 76–93 | CSM Târgu Mureș                          |
| Scorul pe sferturi: 24-18, 16-19, 17-36, 19-20   |       |                                          |
| Pt: Kilgore 30 Rec: Kilgore 10 Pase: Petrișor 11 |       | Pt: Santa 25 Rec: Kalve 12 Pase: Kalve 4 |

| 30 martie 2019 17:00 |

| Boxscore |

| CSM VSK Csikszereda Miercurea Ciuc            | 82–80 | Rapid București                         |
| Scorul pe sferturi: 23-21, 15-17, 24-9, 20-33 |       |                                         |
| Pt: Pierce 28 Rec: Magusar 9 Pase: Magusar 9  |       | Pt: Hope 44 Rec: Hope 8 Pase: Kragulj 4 |

#### Etapa a X-a
| 5 aprilie 2019 17:00 |

| Boxscore |

| CSM 2007 Focșani                               | 75–73 | CSM VSK Csikszereda Miercurea Ciuc              |
| Scorul pe sferturi: 11-14, 25-19, 15-22, 24-18 |       |                                                 |
| Pt: Kilgore 30 Rec: Kilgore 8 Pase: Olaru 5    |       | Pt: Simeunović 31 Rec: Pierce 17 Pase: Damian 6 |

| 5 aprilie 2019 18:00 |

| Boxscore |

| CSM Târgu Mureș                                | 97–85 | CSM Sighetu Marmației                               |
| Scorul pe sferturi: 24-18, 16-19, 17-36, 19-20 |       |                                                     |
| Pt: Rosenfeld 25 Rec: Borșa 11 Pase: Solopa 5  |       | Pt: Edwards Jr 31 Rec: Edwards Jr 10 Pase: Thomas 7 |

| 6 aprilie 2019 13:00 |

| Boxscore |

| Rapid București                                | 85–73 | ACS Târgu Jiu                                           |
| Scorul pe sferturi: 20-21, 25-14, 19-22, 21-16 |       |                                                         |
| Pt: Hope 25 Rec: Hope 15 Pase: Magusar 7       |       | Pt: Bratoloveanu 21 Rec: Howel 10 Pase: trei jucători 3 |

### Rezultate sezonul regulat - Grupa Verde

#### Etapa I
| 26 ianuarie 2019 13:30 |

| Boxscore |

| Universitatea Cluj-Napoca                      | 66–69 | CN Aurel Vlaicu București                                  |
| Scorul pe sferturi: 18-18, 15-19, 13-19, 20-13 |       |                                                            |
| Pt: Bichiș 16 Rec: Vasile 10 Pase: Bîrlean 3   |       | Pt: Șerbănescu 23 Rec: Șerbănescu 10 Pase: trei jucători 3 |

#### Etapa a II-a
| 23 februarie 2019 17:00 |

| Boxscore |

| CN Aurel Vlaicu București                            | 69–81 | Agronomia București                     |
| Scorul pe sferturi: 19-16, 17-19, 14-23, 19-23       |       |                                         |
| Pt: Șerbănescu 31 Rec: Șerbănescu 11 Pase: Popescu 4 |       | Pt: Hara 19 Rec: Preda 8 Pase: Balmuș 8 |

#### Etapa a III-a
| 9 februarie 2019 17:00 |

| Boxscore |

| Agronomia București                             | 81–71 | Universitatea Cluj-Napoca              |
| Scorul pe sferturi: 20-14, 24-12, 16-19, 21-26  |       |                                        |
| Pt: Hara 21 Rec: Stan,Dragomir 7 Pase: Balmuș 4 |       | Pt: Avram 20 Rec: Avram 8 Pase: Bota 6 |

#### Etapa a IV-a
| 5 aprilie 2019 18:00 |

| Boxscore |

| CN Aurel Vlaicu București                      | 63–70 | Universitatea Cluj-Napoca                             |
| Scorul pe sferturi: 15-13, 14-10, 18-15, 16-32 |       |                                                       |
| Pt: Pădureț 15 Rec: Pădureț 15 Pase: Mingote 5 |       | Pt: Mihășan 27 Rec: Burlacu 12 Pase: Porime, Bichiș 2 |

#### Etapa a V-a
| 9 martie 2019 18:00 |

| Boxscore |

| Agronomia București                            | 79–56 | CN Aurel Vlaicu București                        |
| Scorul pe sferturi: 21-23, 19-12, 19-8, 20-13  |       |                                                  |
| Pt: Balmuș 17 Rec: Dragomir 9 Pase: Jărcălău 4 |       | Pt: Pădureț 21 Rec: Șerbănescu 9 Pase: Mingote 5 |

#### Etapa a VI-a
| 29 martie 2019 16:00 |

| Boxscore |

| Universitatea Cluj-Napoca                      | 72–75 | Agronomia București                            |
| Scorul pe sferturi: 20-21, 18-28, 12-12, 22-14 |       |                                                |
| Pt: Mihășan 21 Rec: Avram 11 Pase: Bichiș 3    |       | Pt: Macavei 25 Rec: Dragomir 8 Pase: Macavei 4 |

#### Etapa a VII-a
| 1 martie 2019 13:30 |

| Boxscore |

| Universitatea Cluj-Napoca                    | 66–61 | CN Aurel Vlaicu București                                |
| Scorul pe sferturi: 20-18, 7-19, 28-19, 11-5 |       |                                                          |
| Pt: Mihășan 24 Rec: Avram 13 Pase: Mihășan 5 |       | Pt: Vilcinschi 18 Rec: Pădureț 13 Pase: patru jucători 2 |

#### Etapa a VIII-a
| 30 martie 2019 17:30 |

| Boxscore |

| CN Aurel Vlaicu București                      | 51–57 | Agronomia București                                        |
| Scorul pe sferturi: 12-5, 16-18, 12-21, 11-13  |       |                                                            |
| Pt: Pădureț 12 Rec: Pădureț 13 Pase: Mingote 6 |       | Pt: Bodea 14 Rec: Bodea, Dragomir 11 Pase: trei jucători 2 |

#### Etapa a IX-a
| 6 aprilie 2019 14:00 |

| Boxscore |

| Agronomia București                            | 84–80 | Universitatea Cluj-Napoca                 |
| Scorul pe sferturi: 27-21, 31-22, 16-23, 10-14 |       |                                           |
| Pt: Bodea 21 Rec: Preda 9 Pase: Macavei 5      |       | Pt: Mihășan 27 Rec: Avram 19 Pase: Bota 4 |

## Play-off
Meciurile din play-off se vor desfășura în perioada 24 aprilie - 4 iunie 2019.
|  | Sferturi de finală            | Sferturi de finală |                    |   | Semifinale       | Semifinale       |  |  | Medalia de aur | Medalia de aur |
|  |                               |                    |                    |   |                  |                  |  |  |                |                |
|  | 25 aprilie - 4 mai            |                    |                    |   |                  |                  |  |  |                |                |
|  |                               |                    |                    |   |                  |                  |  |  |                |                |
|  | CSU Atlassib Sibiu            | 3                  |                    |   |                  |                  |  |  |                |                |
|  | CSU Atlassib Sibiu            | 3                  | -                  |   |                  |                  |  |  |                |                |
|  | Dinamo Știința București      | 1                  |                    |   |                  |                  |  |  |                |                |
|  | Dinamo Știința București      | 1                  | CSU Atlassib Sibiu | 3 |                  |                  |  |  |                |                |
|  | 24 aprilie - 6 mai            |                    | CSU Atlassib Sibiu | 3 |                  |                  |  |  |                |                |
|  |                               | SCMU Craiova       | 1                  |   |                  |                  |  |  |                |                |
|  | SCMU Craiova                  | SCMU Craiova       | 1                  | 3 |                  |                  |  |  |                |                |
|  | SCMU Craiova                  |                    | -                  | 3 |                  |                  |  |  |                |                |
|  | BC SCM Timișoara              | 2                  |                    |   |                  |                  |  |  |                |                |
|  | BC SCM Timișoara              | 2                  | CSU Atlassib Sibiu | 1 |                  |                  |  |  |                |                |
|  | 24 aprilie - 1 mai            |                    | CSU Atlassib Sibiu | 1 |                  |                  |  |  |                |                |
|  |                               | CSM CSU Oradea     | 3                  |   |                  |                  |  |  |                |                |
|  | U-BT Cluj-Napoca              | CSM CSU Oradea     | 3                  | 3 |                  |                  |  |  |                |                |
|  | U-BT Cluj-Napoca              | -                  |                    | 3 |                  |                  |  |  |                |                |
|  | Steaua CSM Eximbank București | 0                  |                    |   |                  |                  |  |  |                |                |
|  | Steaua CSM Eximbank București | 0                  | U-BT Cluj-Napoca   | 1 |                  |                  |  |  |                |                |
|  | 24 aprilie - 6 mai            |                    | U-BT Cluj-Napoca   | 1 |                  |                  |  |  |                |                |
|  |                               | CSM CSU Oradea     | 3                  |   | Medalia de bronz | Medalia de bronz |  |  |                |                |
|  | CSM CSU Oradea                | CSM CSU Oradea     | 3                  | 3 | Medalia de bronz | Medalia de bronz |  |  |                |                |
|  | CSM CSU Oradea                |                    | -                  | 3 |                  |                  |  |  |                |                |
|  | BCM U Pitești                 | 0                  |                    |   |                  |                  |  |  |                |                |
|  | BCM U Pitești                 | 0                  | SCMU Craiova       | 0 |                  |                  |  |  |                |                |
|  |                               |                    |                    |   |                  |                  |  |  |                |                |
|  | U-BT Cluj-Napoca              | 2                  |                    |   |                  |                  |  |  |                |                |
|  | U-BT Cluj-Napoca              | 2                  |                    |   |                  |                  |  |  |                |                |

### Sferturi de finală

#### Sfertul 1
Meciul 1
| 25 aprilie 2019 17:30 |

| Boxscore |

| CSU Atlassib Sibiu                                   | 81–75 | Dinamo Știința București                     |
| Scorul pe sferturi: 24-19, 19-21, 11-23, 27-12       |       |                                              |
| Pt: Tamulis 20 Rec: Falker 10 Pase: patru jucători 3 |       | Pt: Deloach 20 Rec: Barro 10 Pase: Deloach 4 |

Meciul 2
| 27 aprilie 2019 18:00 |

| Boxscore |

| CSU Atlassib Sibiu                             | 91–82 | Dinamo Știința București                 |
| Scorul pe sferturi: 28-19, 20-18, 19-18, 24-27 |       |                                          |
| Pt: Hardy 19 Rec: Falker 8 Pase: Pratt 5       |       | Pt: Deloach 22 Rec: Barro 8 Pase: Kemp 5 |

Meciul 3
| 2 mai 2019 20:00 |

| Boxscore |

| Dinamo Știința București                    | 64–56 | CSU Atlassib Sibiu                       |
| Scorul pe sferturi: 21-9, 19-19, 8-19, 16-9 |       |                                          |
| Pt: Kemp 31 Rec: Barro 12 Pase: Kemp 3      |       | Pt: Falker 15 Rec: Hardy 9 Pase: Hardy 3 |

Meciul 4
| 4 mai 2019 20:00 |

| Boxscore |

| Dinamo Știința București                      | 65–84 | CSU Atlassib Sibiu                          |
| Scorul pe sferturi: 18-25, 17-21, 14-29, 16-9 |       |                                             |
| Pt: Calenic 11 Rec: Baker 4 Pase: Kumpys 4    |       | Pt: Philmore 22 Rec: Falker 9 Pase: Hardy 6 |

#### Sfertul 2
Meciul 1
| 24 aprilie 2019 18:00 |

| Boxscore |

| U-BT Cluj-Napoca                                | 72–64 | Steaua CSM Eximbank București                |
| Scorul pe sferturi: 19-18, 16-23, 23-14, 14-9   |       |                                              |
| Pt: Dykes 18 Rec: Dykes 7 Pase: Dykes, Dorsey 5 |       | Pt: Mandache 16 Rec: Spencer 7 Pase: Delas 4 |

Meciul 2
| 26 aprilie 2019 18:00 |

| Boxscore |

| U-BT Cluj-Napoca                                | 71–68 | Steaua CSM Eximbank București                |
| Scorul pe sferturi: 19-21, 15-14, 18-19, 19-14  |       |                                              |
| Pt: Foulland 20 Rec: Easley Jr 8 Pase: Dorsey 5 |       | Pt: Chatman 23 Rec: Virna 6 Pase: Mandache 4 |

Meciul 3
| 1 mai 2019 18:45 |

| Boxscore |

| Steaua CSM Eximbank București                        | 66–69 | U-BT Cluj-Napoca                            |
| Scorul pe sferturi: 17-17, 12-21, 14-9, 23-22        |       |                                             |
| Pt: Chatman 16 Rec: Spencer 10 Pase: trei jucători 2 |       | Pt: Dykes 21 Rec: Foulland 12 Pase: Dykes 4 |

#### Sfertul 3
Meciul 1
| 24 aprilie 2019 19:15 |

| Boxscore |

| CSM CSU Oradea                                              | 81–77 | BCM U Pitești                                                       |
| Scorul pe sferturi: 26-25, 11-20, 24-16, 20-16              |       |                                                                     |
| Pt: Richard 22 Rec: trei jucători 4 Pase: Richard, Watson 5 |       | Pt: Carson 22 Rec: Korniienko, Sturanović 8 Pase: Jeremić, Carson 3 |

Meciul 2
| 27 aprilie 2019 18:00 |

| Boxscore |

| CSM CSU Oradea                                 | 74–73 | BCM U Pitești                                      |
| Scorul pe sferturi: 26-26, 18-13, 13-18, 17-16 |       |                                                    |
| Pt: Richard 21 Rec: Watson 4 Pase: Watson 7    |       | Pt: Bishop Jr 19 Rec: Bishop Jr 9 Pase: Gheorghe 5 |

Meciul 3
| 2 mai 2019 18:00 |

| Boxscore |

| BCM U Pitești                                                   | 87–93 (OT) | CSM CSU Oradea                               |
| Scorul pe sferturi: 20-15, 10-12, 15-19, 18-17, Overtime: 24-30 |            |                                              |
| Pt: Bishop Jr 25 Rec: Bailey 7 Pase: Carson 5                   |            | Pt: Watson 21 Rec: Marković 9 Pase: Watson 7 |

#### Sfertul 4
Meciul 1
| 24 aprilie 2019 18:30 |

| Boxscore |

| SCMU Craiova                                   | 69–71 | CS SCM Timișoara                                                              |
| Scorul pe sferturi: 26-25, 11-20, 24-16, 20-16 |       |                                                                               |
| Pt: Troupe 17 Rec: Gajović 7 Pase: Curry 6     |       | Pt: Pesaković, Vukosavljević 15 Rec: Vukosavljević 9 Pase: Pesaković, Brown 4 |

Meciul 2
| 26 aprilie 2019 18:30 |

| Boxscore |

| SCMU Craiova                                       | 88–72 | CS SCM Timișoara                             |
| Scorul pe sferturi: 13-16, 27-20, 25-13, 23-23     |       |                                              |
| Pt: Curry 18 Rec: Koreniuk 6 Pase: Troupe, Curry 5 |       | Pt: Brown 22 Rec: Brown 11 Pase: Pesaković 7 |

Meciul 3
| 1 mai 2019 17:00 |

| Boxscore |

| CS SCM Timișoara                                                   | 78–90 | SCMU Craiova                                       |
| Scorul pe sferturi: 23-22, 21-24, 18-20, 16-24                     |       |                                                    |
| Pt: Pesaković, Diculescu 16 Rec: Vukosavljević 5 Pase: Pesaković 5 |       | Pt: Troupe, Curry 22 Rec: Gajović 11 Pase: Curry 6 |

Meciul 4
| 3 mai 2019 18:00 |

| Boxscore |

| CS SCM Timișoara                                       | 96–78 | SCMU Craiova                                          |
| Scorul pe sferturi: 27-22, 20-20, 22-15, 27-21         |       |                                                       |
| Pt: Randoplh 27 Rec: Vukosavljević 11 Pase: Randoplh 6 |       | Pt: Troupe, Mijajlović 17 Rec: Troupe 8 Pase: Curry 5 |

Meciul 5
| 6 mai 2019 18:00 |

| Boxscore |

| SCMU Craiova                                   | 67–62 | CS SCM Timișoara                                          |
| Scorul pe sferturi: 16-13, 18-19, 14-17, 19-13 |       |                                                           |
| Pt: Gajović 18 Rec: Casale 9 Pase: Gajović 5   |       | Pt: Randoplh 14 Rec: Baciu 10 Pase: Pesaković, Randoplh 3 |

### Semifinale

#### Semifinala 1
Meciul 1
| 11 mai 2019 20:45 |

| Boxscore |

| CSU Atlassib Sibiu                                        | 83–61 | SCMU Craiova                                       |
| Scorul pe sferturi: 19-18, 21-25, 29-9, 14-9              |       |                                                    |
| Pt: Tamulis 19 Rec: Falker, Pratt 10 Pase: [Lucas Tohătan |       | Pt: Mijajlović 18 Rec: Troupe 7 Pase: Mijajlović 4 |

Meciul 2
| 13 mai 2019 18:15 |

| Boxscore |

| CSU Atlassib Sibiu                            | 88–59 | SCMU Craiova                             |
| Scorul pe sferturi: 20-8, 21-16, 28-17, 19-18 |       |                                          |
| Pt: Tamulis 18 Rec: Falker 8 Pase: Hardy 7    |       | Pt: Troupe 14 Rec: Boone 6 Pase: Curry 6 |

Meciul 3
| 17 mai 2019 17:15 |

| Boxscore |

| SCMU Craiova                                              | 81–79 | CSU Atlassib Sibiu                             |
| Scorul pe sferturi: 27-16, 19-16, 16-19, 19-28            |       |                                                |
| Pt: Troupe 25 Rec: Troupe, Casale 7 Pase: trei jucători 4 |       | Pt: Hardy 23 Rec: Hardy 9 Pase: Hardy, Pratt 4 |

Meciul 4
| 19 mai 2019 16:45 |

| Boxscore |

| SCMU Craiova                                         | 58–74 | CSU Atlassib Sibiu                                         |
| Scorul pe sferturi: 17-20, 14-13, 17-22, 10-19       |       |                                                            |
| Pt: Troupe 22 Rec: Gajović 6 Pase: Troupe, Gajović 3 |       | Pt: Tamulis 14 Rec: trei jucători 6 Pase: Tohătan, Pratt 3 |

#### Semifinala 2
Meciul 1
| 12 mai 2019 17:45 |

| Boxscore |

| U-BT Cluj-Napoca                                               | 86–90 (OT) | CSM CSU Oradea                                |
| Scorul pe sferturi: 21-21, 17-22, 20-20, 20-15, Overtime: 8-12 |            |                                               |
| Pt: Dykes 29 Rec: Washburn 8 Pase: Dorsey 9                    |            | Pt: Marković 21 Rec: Richard 6 Pase: Watson 5 |

Meciul 2
| 14 mai 2019 20:30 |

| Boxscore |

| U-BT Cluj-Napoca                                    | 92–82 | CSM CSU Oradea                                       |
| Scorul pe sferturi: 26-21, 22-23, 19-16, 25-22      |       |                                                      |
| Pt: Washburn 18 Rec: trei jucători 4 Pase: Dorsey 5 |       | Pt: Watson 27 Rec: Richard 9 Pase: Watson, Pasalić 4 |

Meciul 3
| 18 mai 2019 19:30 |

| Boxscore |

| CSM CSU Oradea                                                  | 82–74 | U-BT Cluj-Napoca                           |
| Scorul pe sferturi: 27-21, 21-11, 17-15, 17-27                  |       |                                            |
| Pt: Richard 22 Rec: Zeković, Marković 6 Pase: Richard, Watson 3 |       | Pt: Dykes 18 Rec: Washburn 7 Pase: Rasić 4 |

Meciul 4
| 20 mai 2019 18:00 |

| Boxscore |

| CSM CSU Oradea                                 | 91–86 | U-BT Cluj-Napoca                                        |
| Scorul pe sferturi: 24-21, 24-29, 19-20, 24-23 |       |                                                         |
| Pt: Marković 17 Rec: Barnette 7 Pase: Watson 5 |       | Pt: Dykes 22 Rec: Calnicenco, Easley Jr 4 Pase: Rasić 5 |

### Finala
Meciul 1
| 27 mai 2019 18:00 |

| Boxscore |

| CSU Atlassib Sibiu                             | 87–89 | CSM CSU Oradea                                       |
| Scorul pe sferturi: 22-18, 21-17, 14-30, 30-24 |       |                                                      |
| Pt: Philmore 17 Rec: Hardy 9 Pase: Hardy 5     |       | Pt: Watson 17 Rec: Valeika 5 Pase: Richard, Carter 4 |

Meciul 2
| 29 mai 2019 19:00 |

| Boxscore |

| CSU Atlassib Sibiu                             | 62–64 | CSM CSU Oradea                                       |
| Scorul pe sferturi: 16-18, 16-16, 19-12, 11-18 |       |                                                      |
| Pt: Tamulis 11 Rec: Hardy 10 Pase: Hardy 3     |       | Pt: Watson 18 Rec: Richard, Valeika 5 Pase: Watson 6 |

Meciul 3
| 2 iunie 2019 19:00 |

| Boxscore |

| CSM CSU Oradea                                 | 64–71 | CSU Atlassib Sibiu                       |
| Scorul pe sferturi: 14-16, 14-15, 16-16, 20-24 |       |                                          |
| Pt: Watson 17 Rec: Richard 6 Pase: Richard 5   |       | Pt: Hardy 16 Rec: Falker 8 Pase: Pratt 3 |

Meciul 4
| 4 iunie 2019 19:00 |

| Boxscore |

| CSM CSU Oradea                                 | 75–66 | CSU Atlassib Sibiu                                |
| Scorul pe sferturi: 15-15, 15-12, 27-23, 18-16 |       |                                                   |
| Pt: Barnette 18 Rec: Richard 9 Pase: Richard 6 |       | Pt: Pratt 15 Rec: Falker 10 Pase: trei jucători 2 |